# Hvězdice
Hvězdice (Asteroidea) jsou třídou ostnokožců. Vyznačují se hvězdicovitým, nejčastěji pěticípým tvarem těla (z genetického hlediska se jedná o přeměněnou hlavu). Je známo kolem 1900 druhů hvězdic. Tito jednoznačně rozpoznatelní mořští bezobratlí představují prastarou skupinu živočichů, jejíž moderní zástupci se objevili již v ordoviku před cirka 450 miliony let. Jejich nejbližšími příbuznými jsou hadice. Hvězdice žijí na mořském dně ve všech oceánech od tropických po polární oblasti. Vyskytují se od intertidálu po abysál do hloubek přesahujících 6 000 m. 
Tělo hvězdice je složeno z centrálního disku (terče), ze kterého vybíhá nejčastěji 5 ramen, nezřídka i více. Nejmenší druhy hvězdic mají pouze kolem 1 mm, velikost největších druhů přesahuje 1 m. Jejich zbarvení je typicky pestré od modré po sytě červenou. Ústní otvor se nachází na spodní straně těla, řitní otvor je umístěn na straně hřbetní. Do ramen zasahují pohlavní i trávicí orgány. Pohyb ramen zajišťuje ambulakrální soustava, která funguje na principu hydraulického systému. Ramena mají zespodu malé tyčinkovité pohyblivé výrůstky zvané podie (panožky), které zprostředkovávají přichycení k substrátu. Specialitou trávicí soustavy většiny druhů je vakovitý vychlípitelný žaludek, jenž hvězdice vypustí ústy na svou kořist, kterou rozloží svými enzymy a poté mimotělně stráví. 
Hvězdice jsou potravní generalisté, živí se převážně mršinami, které najdou na dně, a bezobratlými živočichy. Rozmnožují se většinou pohlavně, avšak řada druhů je schopna i nepohlavního rozmnožování. Mají výbornou schopnost regenerace a některé druhy se dokonce mohou rozmnožovat fragmentací. Hvězdice mohou v některých mořských systémech zaujímat velmi důležitou ekologickou funkci a některé hvězdice jsou považovány za klíčové druhy. Na druhou stranu hvězdice trnitá je obávaný predátor korálových útesů Indo-Pacifiku a hvězdice amurská je pro svou invazivní povahu jako jediný druh hvězdice zařazena na seznam 100 nejhorších invazních druhů světa. Hvězdice jsou náchylné na znečištění moří a některé druhy jsou ohroženy sběrem lidmi, kteří tyto ostnokožce suší a prodávají jako suvenýry. V některých východoasijských zemích jsou součástí místních kuchyní.

## Systematika

### Vnější systematika
Hvězdice (Asteroidea) coby samostatnou skupinu formálně vytyčil francouzský přírodovědec Henri Marie Ducrotay de Blainville v roce 1830. Vědecký název Asteroidea je odvozen z řeckých aster, ἀστήρ (hvězda) a eidos, εἶδος (forma, vzhled). Hvězdice představují třídu kmene ostnokožců (Echinodermata), což je jeden z mála čistě mořských kmenů. Pro tento kmen je typická ambulakrální soustava, kostra mezodermálního původu, skelet z vápnitých destiček a (nejčastěji) pětipaprsčitá symetrie dospělců, avšak bilaterální symetrie larev. Řada fylogenetických i morfologických analýz podporují monofyletický původ hvězdic. V rámci kmene ostnokožců se hvězdice řadí do podkmene Asterozoa, který zahrnuje vedle hvězdic ještě hadice (Ophiuroidea), které tedy tvoří sesterskou (nejblíže příbuznou) skupinu hvězdic. Sesterský taxon k Asterozoa je podkmen Echinozoa zahrnující sumýše (Holothuroidea) a ježovky (Echinoidea). Pátou skupinou ostnokožců jsou lilijice (Crinoidea), které patrně tvoří bazální klad ostnokožců, i když o jejím vztahu k ostatním ostnokožcům existují určité pochyby následkem konfliktních molekulárních, morfologických a embryonálních znaků této skupiny. Vztahy těchto skupin v kladogramu vypadají následovně:
|  | sumýši  |
|  |         |
|  | ježovky |
|  |         |

|  | hadice   |
|  |          |
|  | hvězdice |
|  |          |

|  | sumýši  |
|  |         |
|  | ježovky |
|  |         |

|  | hadice   |
|  |          |
|  | hvězdice |
|  |          |

|  | sumýši  |
|  |         |
|  | ježovky |
|  |         |

|  | hadice   |
|  |          |
|  | hvězdice |
|  |          |

|  | sumýši  |
|  |         |
|  | ježovky |
|  |         |

|  | hadice   |
|  |          |
|  | hvězdice |
|  |          |

### Vnitřní systematika
Fylogenezí hvězdic se zabýval již francouzský přírodovědec Edmond Perrier (1844–1921), který ve své práci z roku 1884 položil základ systematiky hvězdic, když vytyčil „klasické“ řády Paxillosida, Spinulosida, Valvatida a Forcipulatida, které se všechny používají i v moderní taxonomii, byť prošly v průběhu let několika revizemi. Moderní taxonomie rozeznává pouze další tři řády (Notomyotida, Velatida a Brisingida). Nedávné fylogenetické analýzy (2022) nicméně poukazují na možnou parafyletičtnost řádů Valvatida, Paxillosida i Forcipulatida. Dlouhodobě problematické se jeví i postavení hvězdic rodu Xyloplax. Tito hlubinní ostnokožci z Nového Zélandu byli původně popsáni jako samostatná třída Concentricycloidea v rámci kmene ostnokožců, nicméně pozdější fylogenetické rozbory ukázaly, že i přes značně odlišnou morfologii se spíše jedná o hvězdice z řádu Velatida. Diskutováno je i postavení řádu Paxillosida, který byl některými autory považován za bazální klad hvězdic na základě četných morfologických zvláštností často považovaných za primitivní znaky, mj. nemožnosti vychlípnutí cardiálního žaludku a absenci přísavek na podiích. DNA analýzy nicméně takové závěry nepotvrzují a spíše se tedy bude jednat o odvozené znaky.
Hvězdice patří k jedné z druhově nejrozmanitějších skupin ostnokožců. Bylo popsáno kolem 1900 druhů v 36 čeledích a asi 370 rodech. Dá se předpokládat, že druhová diverzita bude ještě mnohem vyšší. Druhově rozmanitější skupinou ostnokožců jsou pouze hadice s cca 2100 popsanými druhy. Vnitřní systematika hvězdic stále nebyla uspokojivě vyjasněna. Světový registr mořských druhů (WoRMS) v roce 2023 hvězdice rozřazoval do následujících 7 řádů:
| Řád                         | Základní charakteristika | Příklad zástupce          | Fotografie |
| --------------------------- | --- | ------------------------- | ---------- |
| Brisingida Fisher, 1928     | Tyto hlubinné druhy hvězdic mívají 6–20 dlouhých tenkých ramen. Na těle bývá velké množství pedicelárií, které používají k chytání kořisti. Jsou široce rozšířené. Vzhledem se podobají lilijicím.                  | Novodinia antillensis     |            |
| Forcipulatida Perrier, 1884 | Dobře vyvinuté podie jsou většinou uspořádány ve 4 řadách. Mívají pedicelárie na stopce bez funkce mikročelistí. | hvězdice růžová           |            |
| Notomyotida Ludwig, 1910    | Typicky mívají 5 ramen a malý centrální disk. Ramena bývají vybavena silnou muskulaturou. Larvy neprochází stadiem brachiolarie jako u jiných hvězdic.                                                              | Benthopecten sp.          |            |
| Paxillosida Perrier, 1884   | Hvězdice bez řitního otvoru. Podie jsou bez přísavek. Neumí vychlípnout žaludek a potravu přijímají i vylučují ústy. Žijí na měkkém substrátu. Povrch kůže pokrývají papuly a paxilly.                              | Astropecten platyacanthus |            |
| Spinulosida Perrier, 1884   | 5–18 ramen. Povrch hvězdic pokrývají krátké ostny. Pedicelárie většinou nejsou přítomny. Centrální disk je většinou malý.                                                                                           | hvězdice trnitá           |            |
| Valvatida Perrier, 1884     | Některé druhy mají paxilly a klepítkaté pedicelárie. Široce rozšířený řád. Mají dobře vyvinut zažívací systém, který je pevně uchycen do tělní stěny. Tento řád má největší batymetrický rozsah výskytu (0–6720 m). | hvězdice síťovaná         |            |
| Velatida Perrier, 1884      | Většinou mají 5–15 ramen a silné tělo s mohutným diskem. Tělo pokrývá velké množství papulí. Žijí v chladných hlubokých mořích.                                                                                     | Solaster paxillatus       |            |

### Evoluce

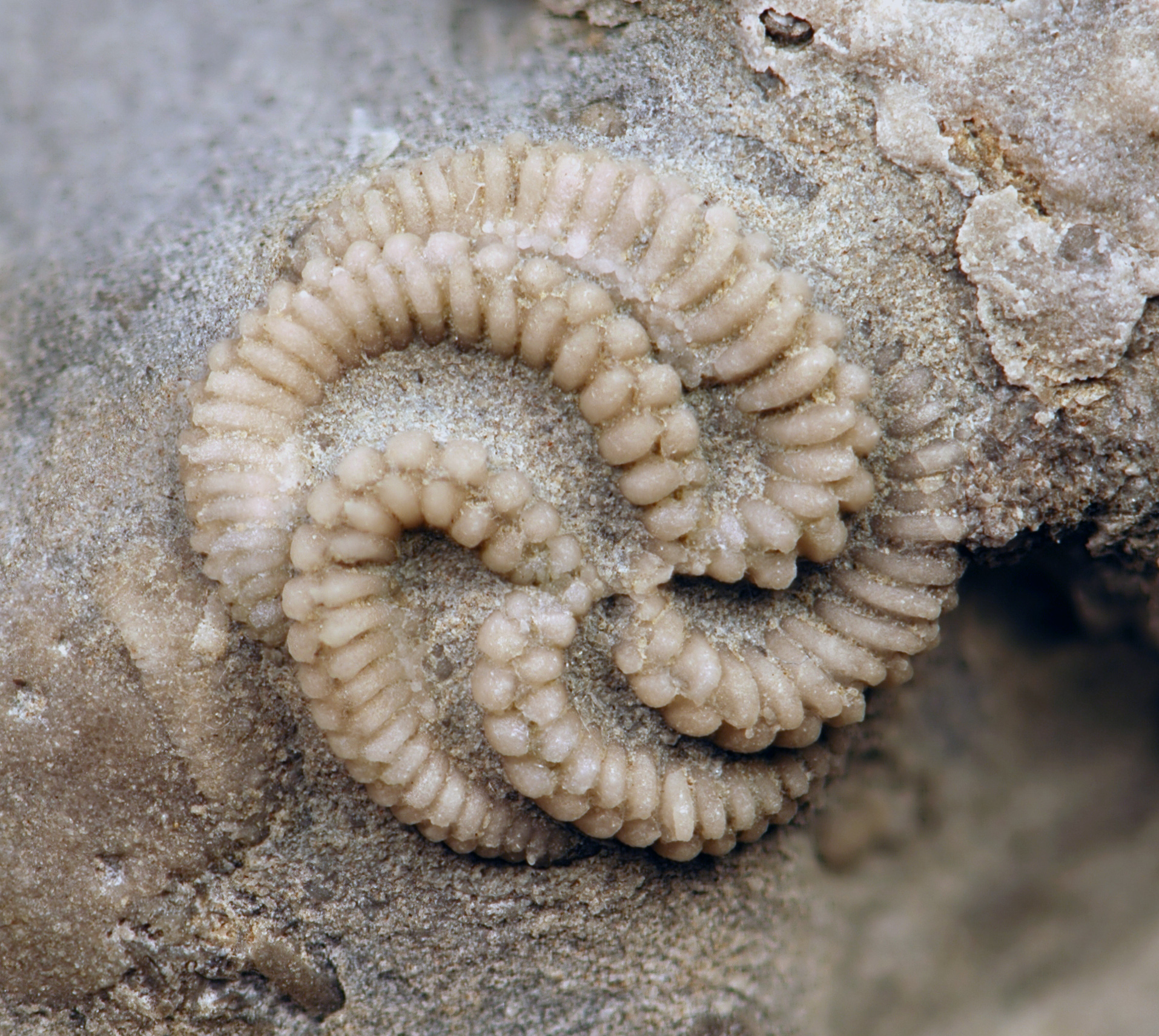
13 mm široký exemplář edrioasteroida (Streptaster vorticellatus) se vyznačoval pětipaprsčitou symetrií a životem trvale přichyceným na substrátu (Kentucky, USA)

Ostnokožci představují prastarou skupinu živočichů, jejíž počátky sahají již do předkabrického období, kdy došlo k osídlení epibentických mořských stanovišť (tzn. na dně nebo těsně u dna) nějakou formou druhoústých živočichů. Za jednu z nejstarších moderních skupin organismů náležících k ostnokožcům lze považovat klad Crinozoa (zahrnující mj. skupinu Edrioasteroidea), jehož doposud žijícími zástupci jsou lilijici, kteří tak tvoří bazální klad ostnokožců. Během kambria následovala rychlá diverzifikace ostnokožců a první moderní zástupci všech dalších skupin ostnokožců včetně hvězdic se vyvinuli v průběhu ordoviku. Hledání evolučních předků hvězdic ztěžuje jejich prastarý původ spolu s nepříliš bohatým fosilním záznamem. Hvězdice sice má vápenitý skelet, což je dobrý předpoklad pro fosilizaci, avšak tento skelet je roztříštěn do stovek menších vápenitých tělísek, které drží pospolu pojivová tkáň a další velmi křehké tělní části. Po smrti hvězdice dochází k rychlému rozpadu těchto křehkých částí a vápenitá tělíska velmi často nezůstanou pohromadě, protože je lehce odnesou vodní proudy. Individuální vápenitá tělíska jsou ve fosilním záznamu častá, avšak vzhledem k extrémní variabilitě jejich velikostí a tvarů tato tělíska neposkytují v podstatě žádnou informaci o druhu nebo morfologii jejich původního majitele. Pro zachování celé hvězdice ve fosilním záznamu je potřeba úplné, náhlé a trvalé zasypání jedince substrátem. Stavba těla hvězdic a hadic je navíc tak podobná, že z fosilií někdy není jasné, zda fosilie náleží k hvězdicím nebo hadicím.
Za nejstarší zástupce skupiny Asterozoa bývali často považováni vyhynulí somasteroidi, skupina živočichů vykazujících znaky hvězdic i hadic. Podle studie z roku 2005 se nicméně zdá, že v době vydělení somasteroidů byly hadice a hvězdice již také přítomny. Podle autorů studie somasteroidi mohou představovat vyhynulou sesterskou skupinu hadic. Speciace hvězdic může z evolučního pohledu nastat velmi rychle. Mezi sesterskými hvězdicemi Cryptasterina hystera a Cryptasterina pentagona se v posledních 6000 letech vyvinula řada unikátních rysů, které tyto druhy ekologicky zcela odlišují. U C. hystera se vyvinulo mj. samooplodnění a nošení vajíček, zatímco C. pentagona zůstala gonochoristkou s vnějším oplodněním.

## Anatomie a fyziologie

### Tělní stěna

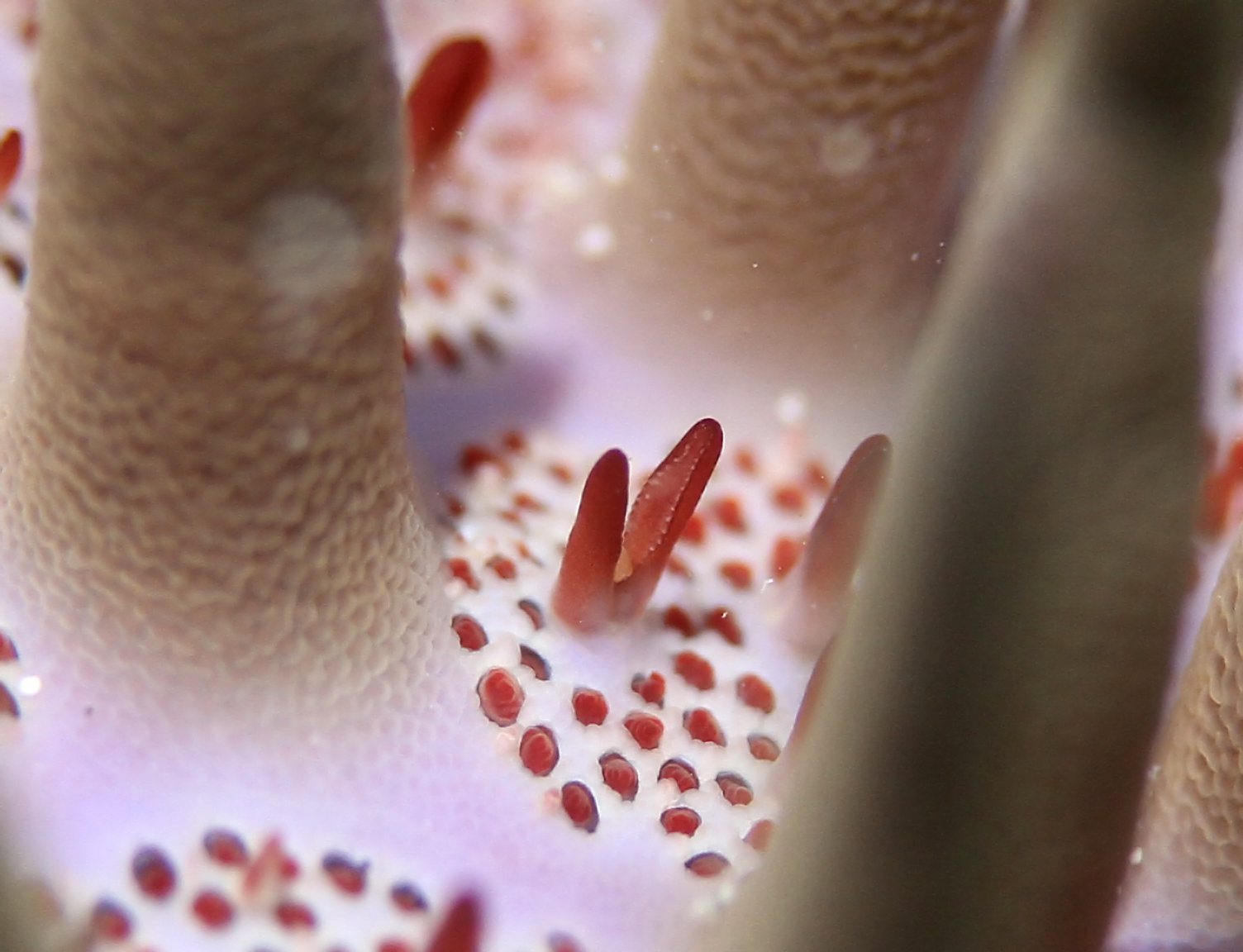
Pedicelárie u hvězdice trnové

Tělo hvězdice je složeno z centrálního disku (středu / terče), ze kterého vybíhá nejčastěji 5 ramen. Pětiramenné hvězdice často kopírují tvar pentagramu včetně poměru zlatého řezu. Řada druhů má více ramen, typicky 6–7 nebo 10–15, avšak počet může být i jiný. Labidiaster annulatus z antarktických vod může mít dokonce až 50 ramen. Na spodní straně ramen se nachází hluboké rýhy obklopené podiemi neboli panožkami. Tělo hvězdic není definováno pomocí segmentů ani hlavové části. Rozlišuje se pouze orální (spodní, tzn. strana těla kolem úst) a aborální (hřbetní) část.

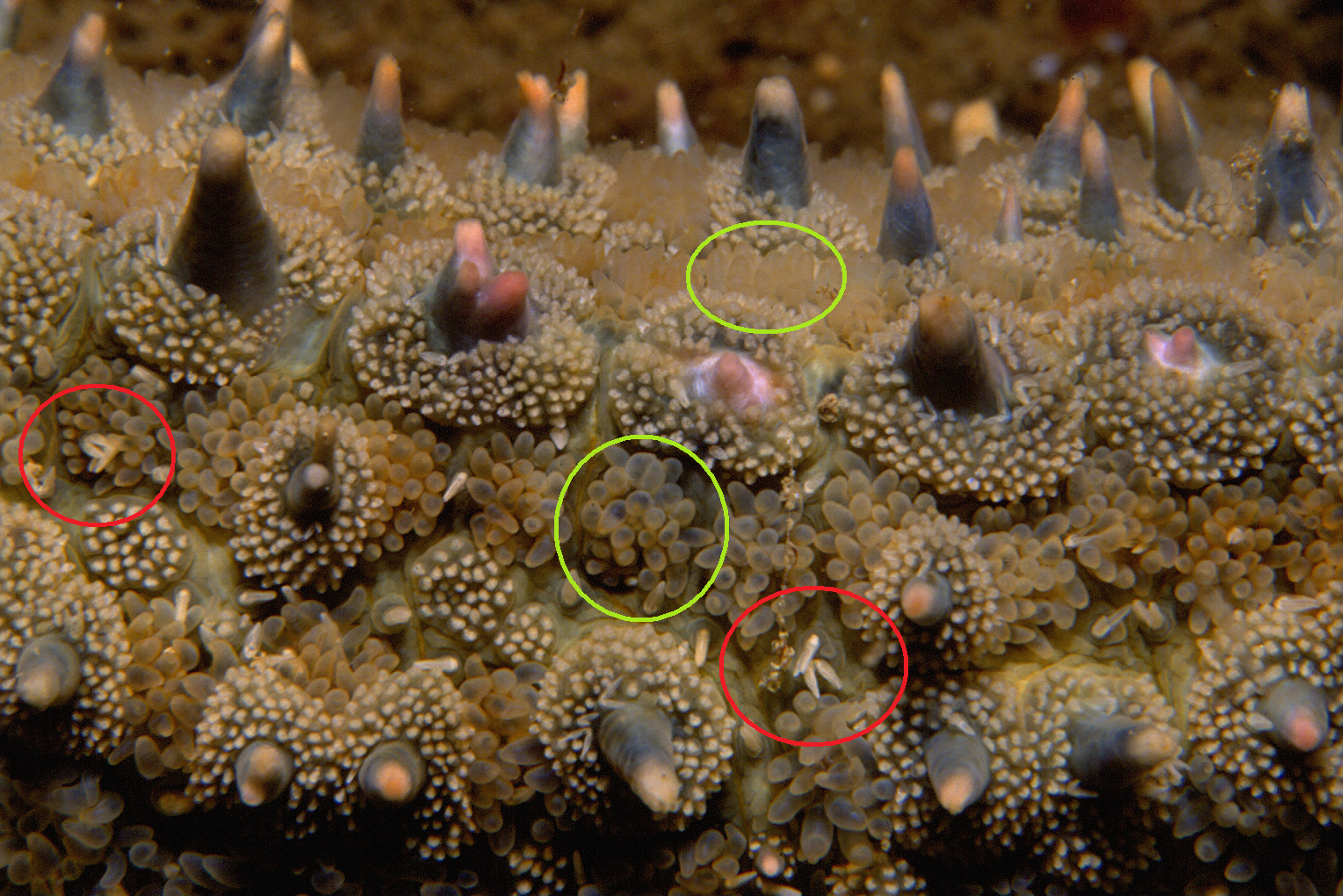
Povrch těla hvězdice Marthasterias glacialis zdobí krátké tupé trny kónického tvaru se světlými konci, papuly (v zelených kruzích) i pedicelárie (v červených kruzích)

Tělní stěnu tvoří tenká vrstva pokožky (epidermis), následuje tlustší podkožní vrstva (dermis) z pojivové tkáně zahrnující skelet a nakonec coelomová myoepiteliální vrstva s muskulaturou. Pokožka zahrnuje mj. sensorické buňky a tvoří se na ní různé výrůstky jako ostny, hrbolky, hroty nebo specializované orgány jako jsou pedicelárie (pedicellariae), madreporit, papuly, podie nebo paxilly (paxillae). Pedicelárie jsou nůžkovité výrůstky vzniklé z párových ostnů. Typicky se skládají ze dvou, občas ze tří tyčinkovitých výrůstků, které jim tak dávají podobu kleští. Objevují se na povrchu těla jen některých hvězdic, mj. u rodů Pycnopodia, Asterias a Pisaster. Bývají umístěny na hřbetní straně, někdy tvoří shluky u báze trnů. Funkce pedicelárií není zcela vyjasněna. Při nejmenším u některých hvězdic mají obrannou funkci, u jiných mají funkci očistnou – pomáhají zabraňovat usazování nečistot a larev jiných bezobratlých v usazení na pokožce. Některé druhy hvězdic používají pedicelárie jako „mikročelisti“ k zachytávání planktonní kořisti, na které se krmí.

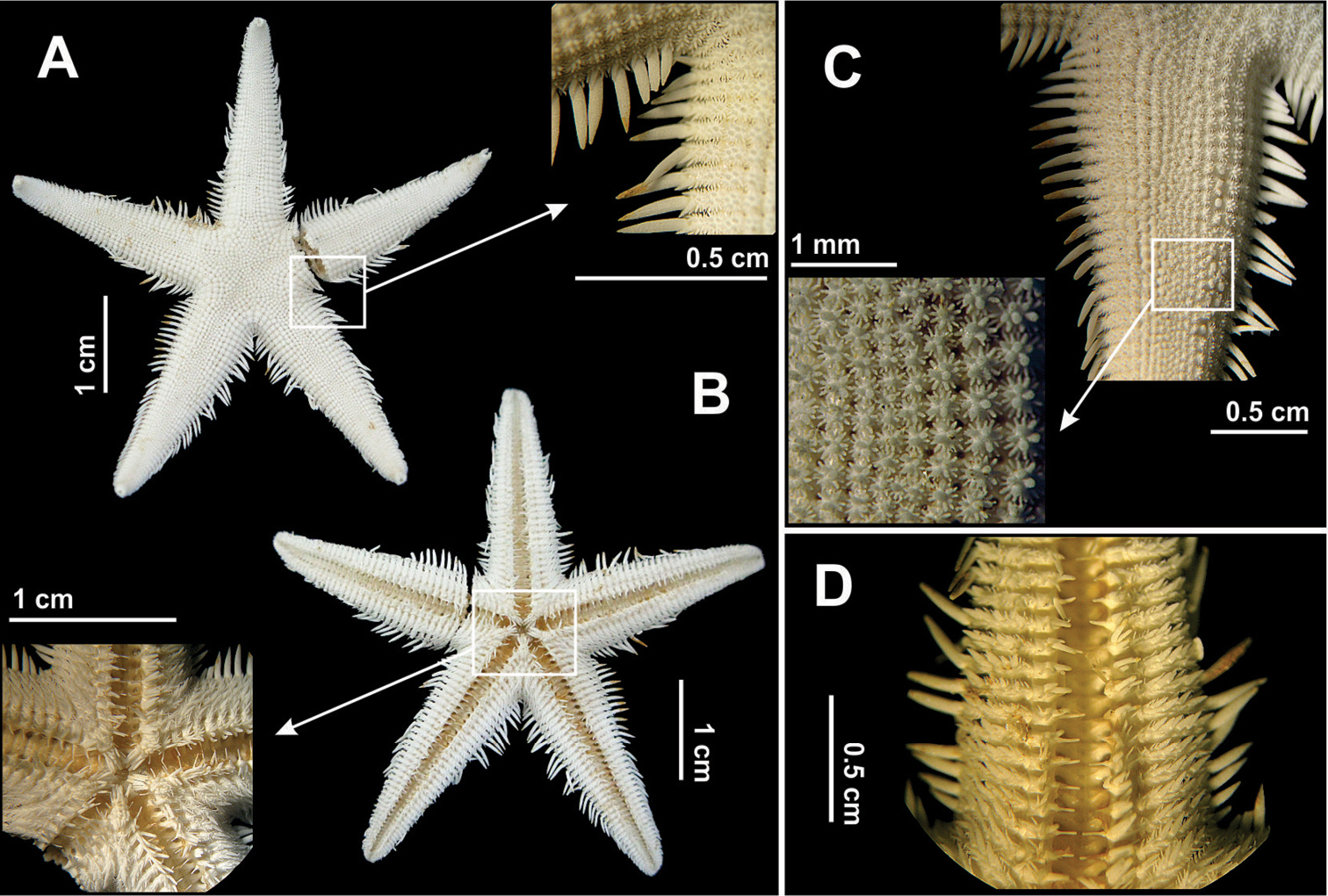
Detaily povrchu těla Luidia ludwigi: A. meziramenní oblast, B. ústa, C. paxilly, D. rýha na spodní straně ramene

Paxilly jsou miniaturní výrůstky pokrývající hřbetní stranu četných hvězdic, které se zahrabují do substrátu. Patří k nim zástupci rodů Luidia, Astropecten a Goniaster. Tyto výrůstky mají tvar otevřeného deštníku a jsou natolik hustě umístěny, že vytváří jakousi druhou vrstvu pokožky hvězdic a díky umístění na krátké tyčince ponechávají mezi pokožkou hvězdice a povrchem deštníků miniaturní vrstvu, která umožňuje proudění vody, čímž se zachovává funkce dýchání a propojení s okolním prostředím skrze madreporit (viz ambulakrální soustava pro vysvětlení funkce madreporitu).
Skelet hvězdic, resp. všech ostnokožců, vzniká z mezodermu, což je mezi bezobratlými unikátní, protože u ostatních bezobratlých vzniká z ektodermu. Pletivový skelet se skládá z vápnitých tělísek (ossiculi), které mohou nabírat různých tvarů od ostnů po talířky a destičky. Hvězdice mohou mít až kolem 400 těchto tělísek, které drží pohromadě pojivá tkáň. Skelet snižuje váhu hvězdice, navyšuje její sílu a díky své rozdrobnělé struktuře snižuje riziko zlomenin. Svaly v ramenech jsou uspořádány v páscích mezi vápnitými tělísky, což umožňuje různý stupeň flexibilního pohybu ramen.
Většina druhů hvězdic měří kolem 12–24 cm. Pycnopodia helianthoides může měřit až k 1 m a vážit kolem 5 kg. Vůbec největší známý exemplář hvězdice náležel druhu Midgardia xandaros a měřil 1,38 m. K nejmenším zástupcům patří Parvulastra parvivipara, která měří pouze 11 mm. Většina hvězdic je pestře zbarvena v různých odstínech červené, oranžové a modré. Vedle rozdílného počtu se ramena hvězdic liší i různými tvary od krátkých po velmi dlouhá a od tenkých po extrémně široká, až hvězdice nabírají podobu pětiúhelníku.

Ukázka tvarové rozmanitosti ramen
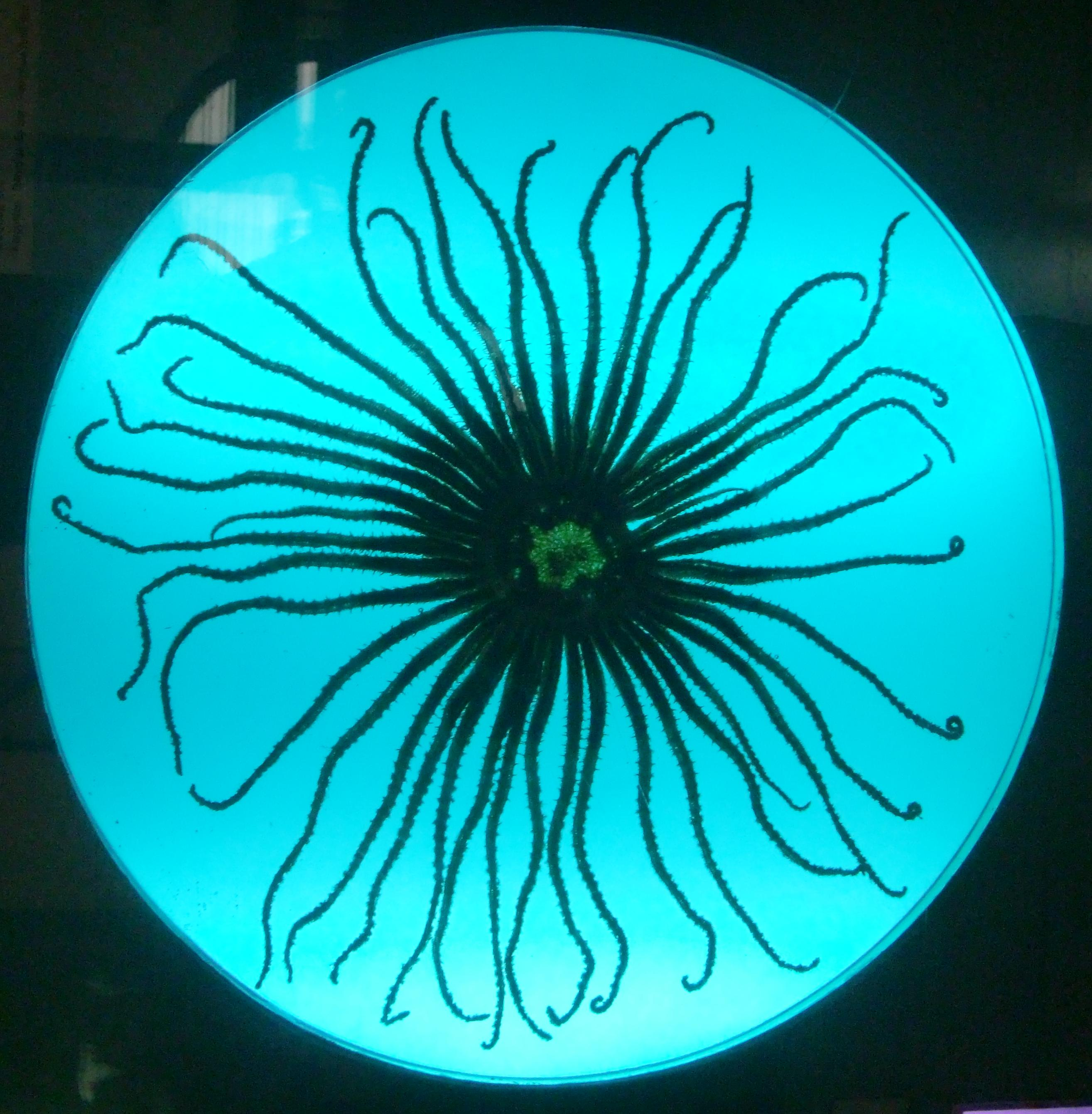
Malé tělo s množstvím tenkých dlouhých ramen (Labidiaster annulatus)
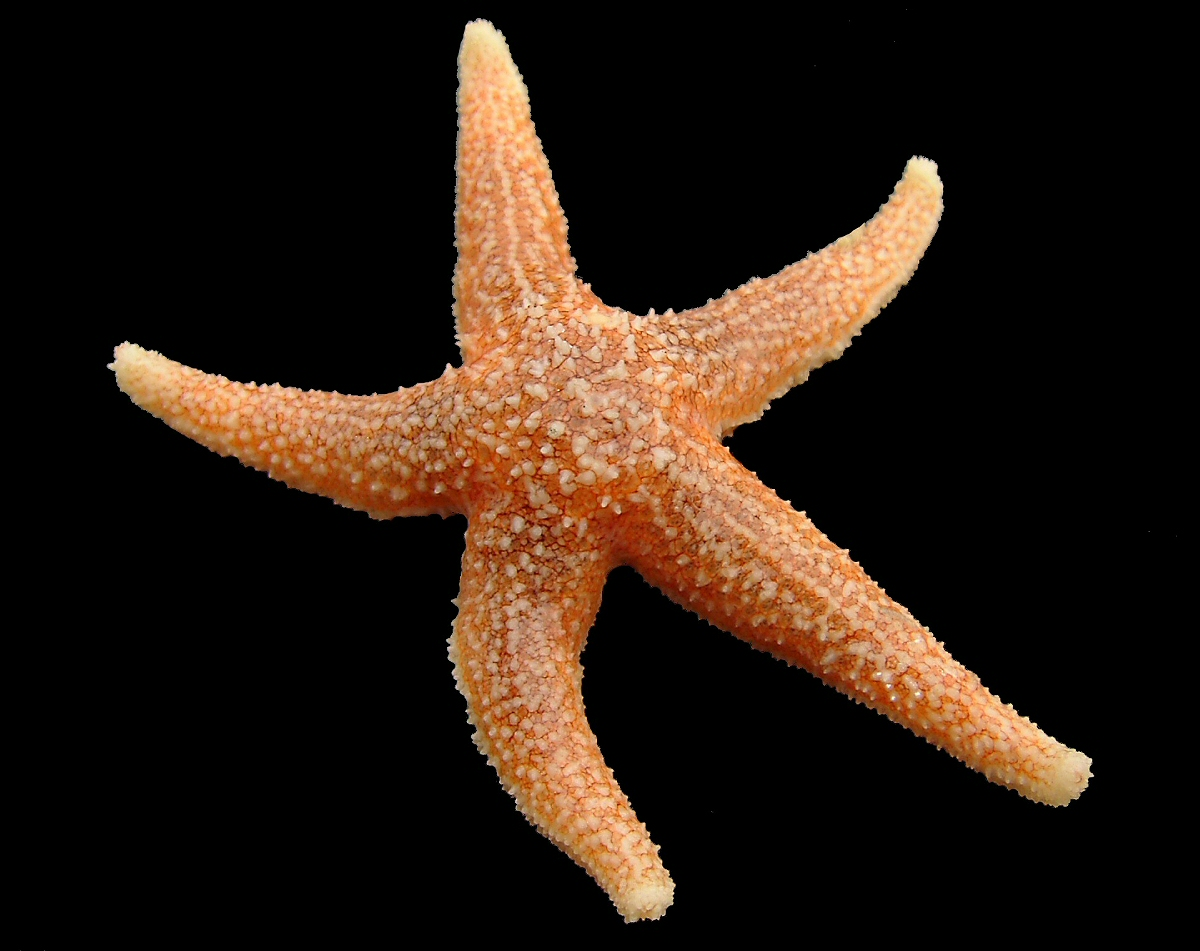
„Klasická“ pětiramenná soustava (hvězdice růžová)
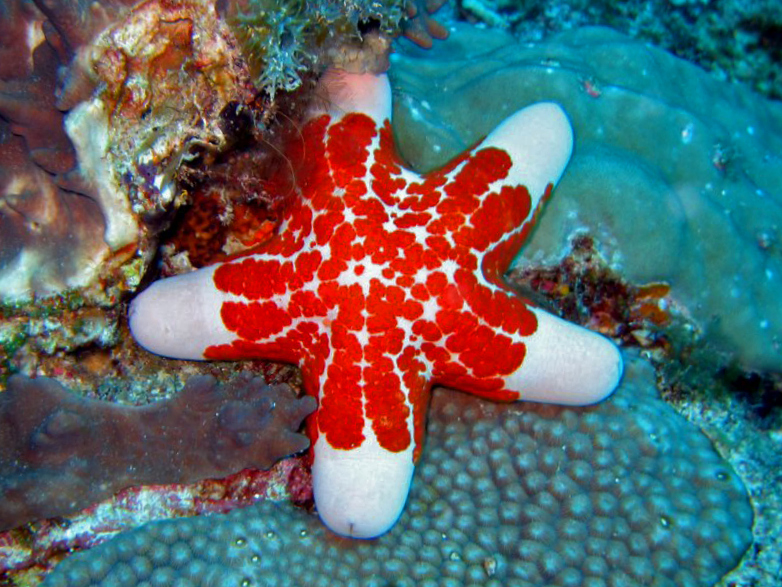
Široká ramena se zakulacenými konci (Choriaster granulatus)
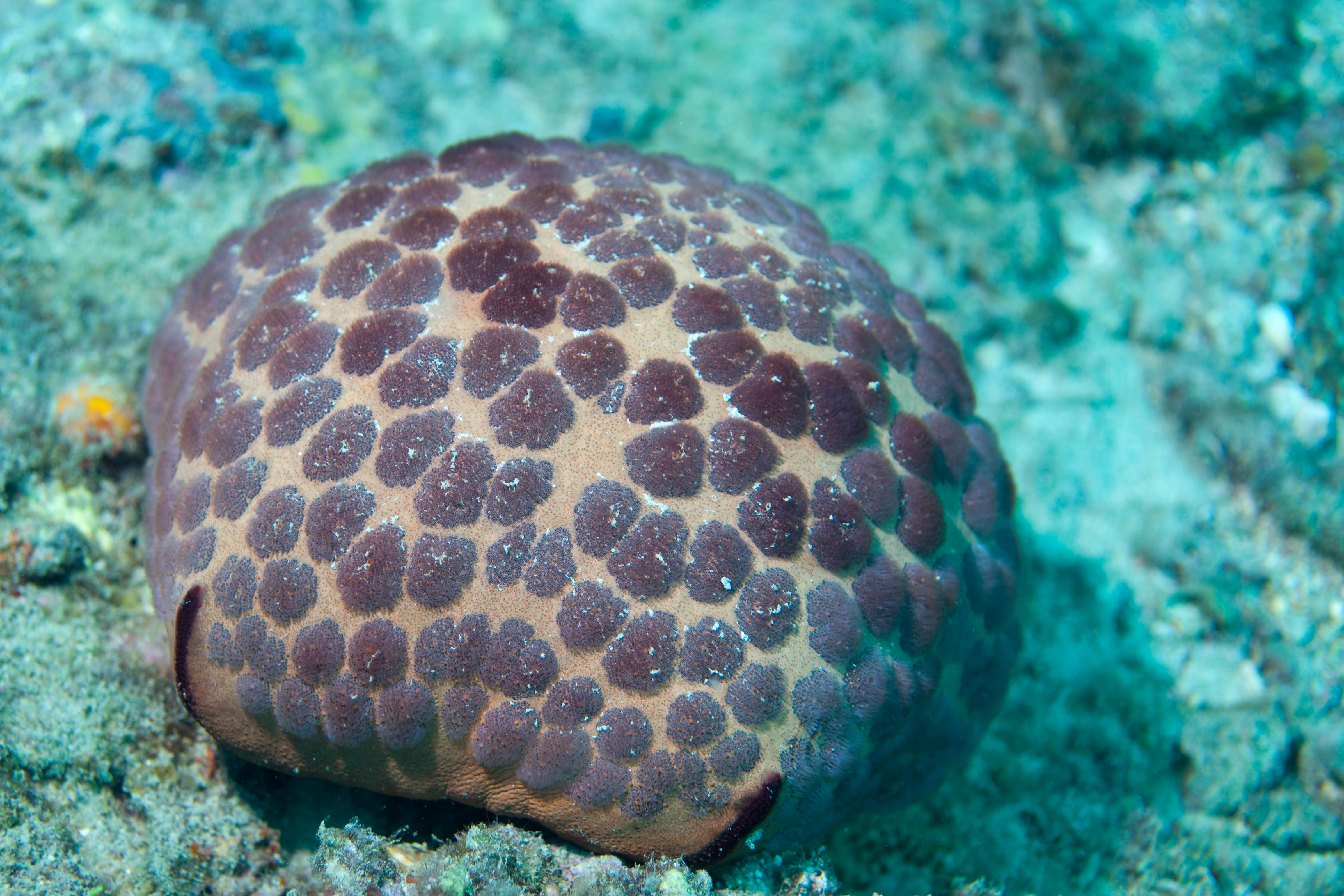
Zakulacené tělo (hvězdice polštářková)
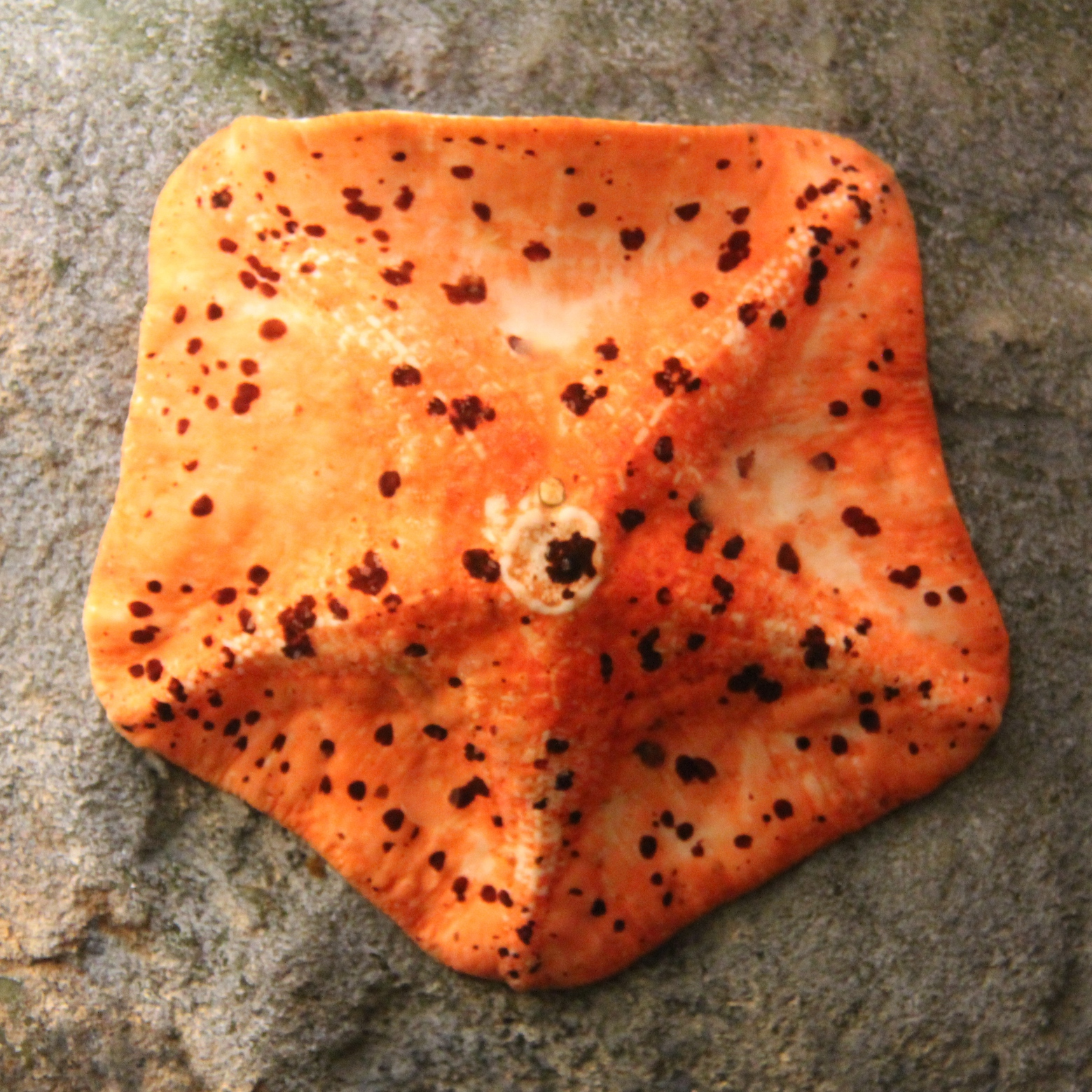
Pětiúhelníkové tělo bez zřetelných ramen (Stegnaster inflatus)
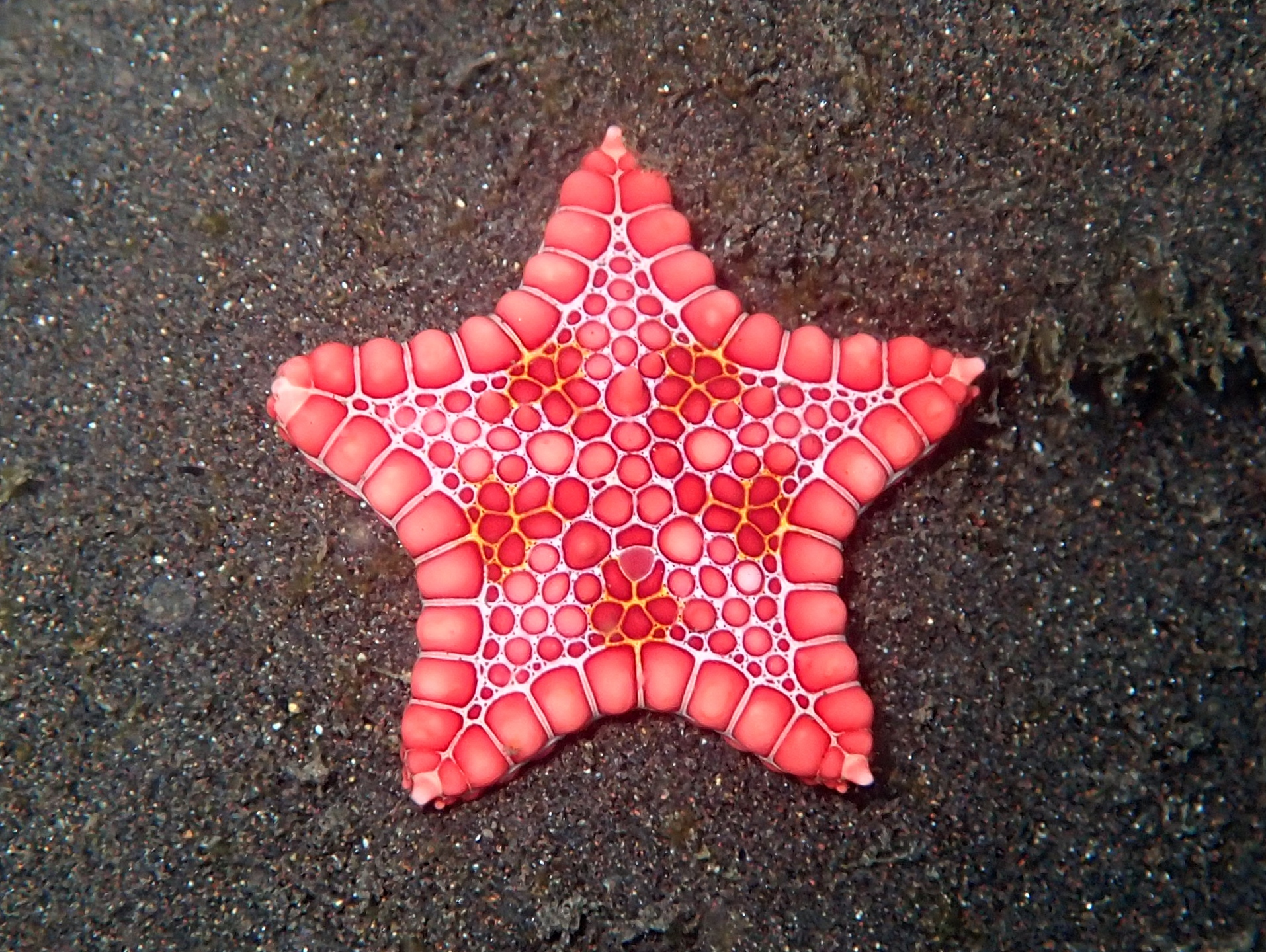
Pěticípá hvězdice připomínající vánoční hvězdu (Goniaster tessellatus)

### Ambulakrální soustava

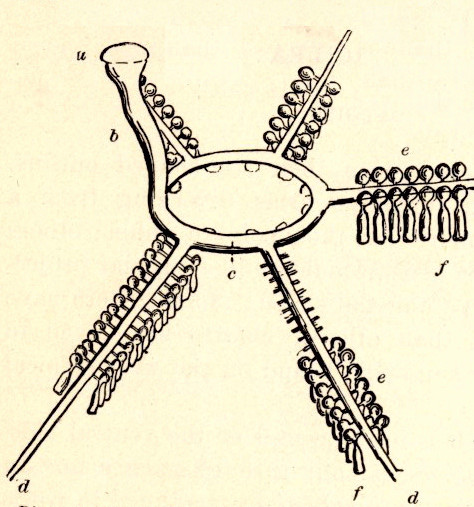
Schematická kresba ambulakrální soustavy hvězdic: a. madreporit; b. kamenná chodba; c. okružní kanál; d. radiální kanálky; e. ampuly; f. podie

Pohyb, přichycení, manipulaci s potravu a výměnu plynů hvězdic zajišťuje ambulakrální soustava, která je typická i pro další ostnokožce. Jedná se o hydraulický systém vodních cév, který se skládá ze sítě kanálků vyplněných ambulakrální tekutinou. Vnitřní stěny kanálků pokrývá monociliátní řasinkový epitel, který dopomáhá cirkulaci tekutiny. Voda se do kanálků dostává skrze madreporit (též madreporová destička), který tak zajišťuje propojení soustavy s vnějším prostředím. Jedná se o pórovitou, sítkovitou strukturu potaženou semipermeabilní membránou. Madreporit je spojen s ambulakrální soustavou skrze kamennou chodbu (nazývána tak proto, že její stěny jsou zpevněny destičkami z uhličitanu vápenatého), která ústí do okružního kanálku, který se vine kolem hltanu. Okružní kanálek, do kterého ústí všechny ostatní cévy, tvoří středovou, klíčovou část celé ambulakrální soustavy. Z okružního kanálku vede do každého z ramen radiální kanálek (resp. ambulakrální chodba), z níž do stran příčně vybíhají laterální kanálky. Tyto kanálky jsou naplněny vodou obsahující organické látky jako jsou sacharidy a peptidy. Konce laterálních kanálků vybíhají do ampulí, což jsou svalovité kontraktilní orgány balónkovitého tvaru, z nichž z povrchu těla vybíhají podie (sing. podion) neboli panožky. Tyto dlouhé, tenké orgány jsou na konci rozšířené do tvaru přísavky. Podie jsou většinou uspořádány ve dvou řadách, v případě rozdílných délek laterálních kanálků mají čtyřřadé uspořádání. Z okružní soustavy vedle radiálních kanálků vybíhají ještě váčkovité útvary zvané Tiedemannova tělíska a Poliho váčky. Není zcela jasné, k čemu tyto orgány slouží. Tiedemannova tělíska jsou spojovány s produkcí určitých coelomocytů a Poliho váčky s regulací tlaku v ambulakrální soustavě.

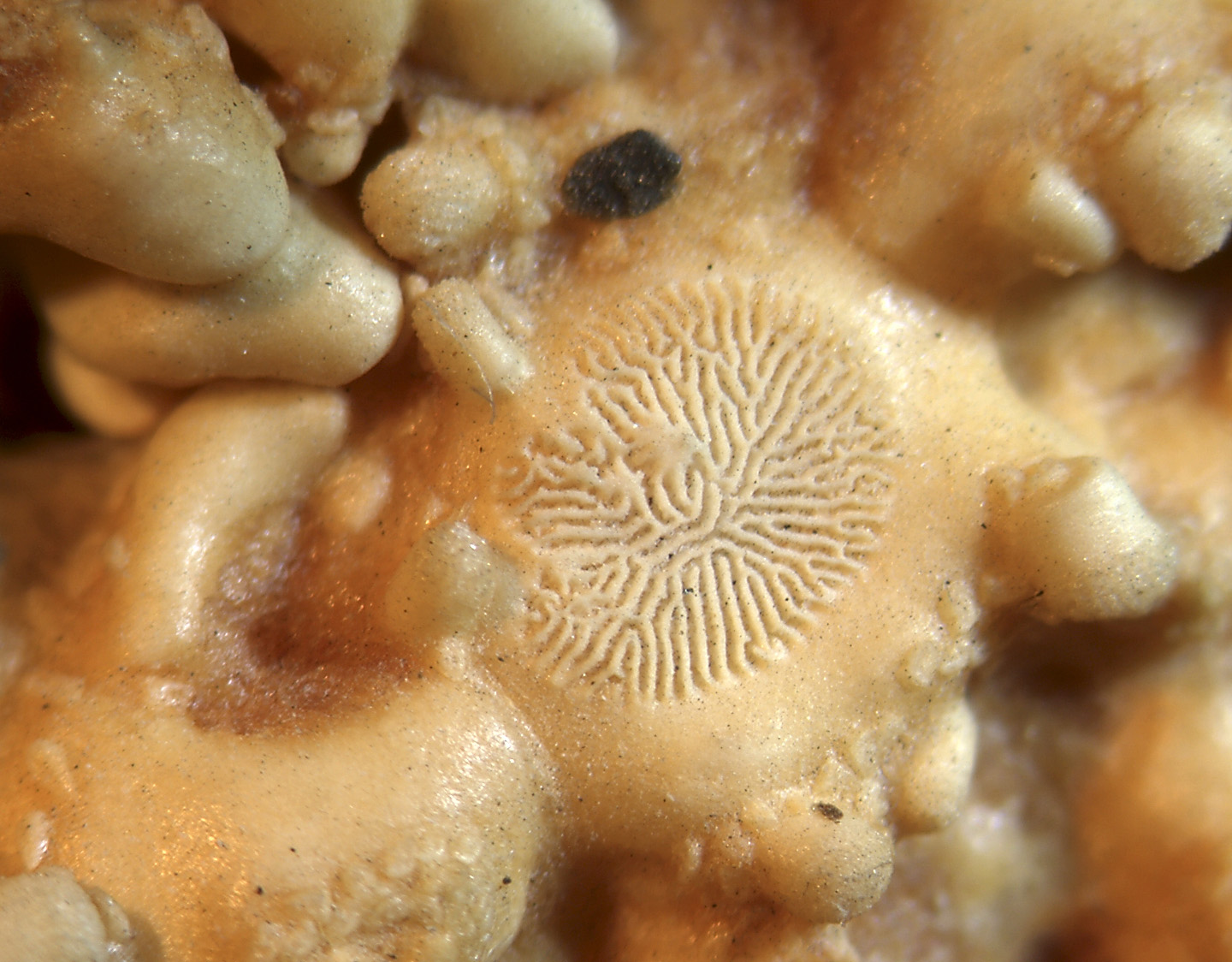
Madreporit u Asterias sp.

Při kontrakci podélných svalů ampulí dochází k uzavření kanálků, které objímají, takže tekutina z kanálků je vytlačena do podií, které se tímto prodlouží a jsou tak připraveny na kontakt se substrátem (např. skálou na dně moře). Rozšířeným koncům podií se sice říká přísavky, avšak k přichycení k substrátu nedochází pomocí sukce, což koncová ploška podií ani neumožňuje. Přichycení i odchycení nejčastěji zprostředkovávají chemická adhesiva vypuštěná žláznatými buňkami na koncové plošce podií. Podie se po substrátu pohybují ve vysoce koordinovaných vlnách, při kterých se jedna sekce podií postupně oddělí od substrátu, zatímco ta předchozí se přichycuje. Některé druhy hvězdic (např. Protoreaster nodosus, Asterias forbesi, Luidia clathrata, Asterias rubens, Asterias amurensis, Pisaster giganteus a Acanthaster planci) se pohybují v koordinovaných posunech, které jsou rychlejší než postupný pohyb běžný u ostatních hvězdic. Tyto posuny probíhají tak, že zatímco každý třetí podion nadzdvihne váhu hvězdice, zbylé dvě třetiny podií se natáhnou vpřed, přichytí se na substrátu a najednou přisunou tělo hvězdice o kousek dále. Princip pohybu lze přirovnat např. k používání chůd člověkem s jednou nohou.

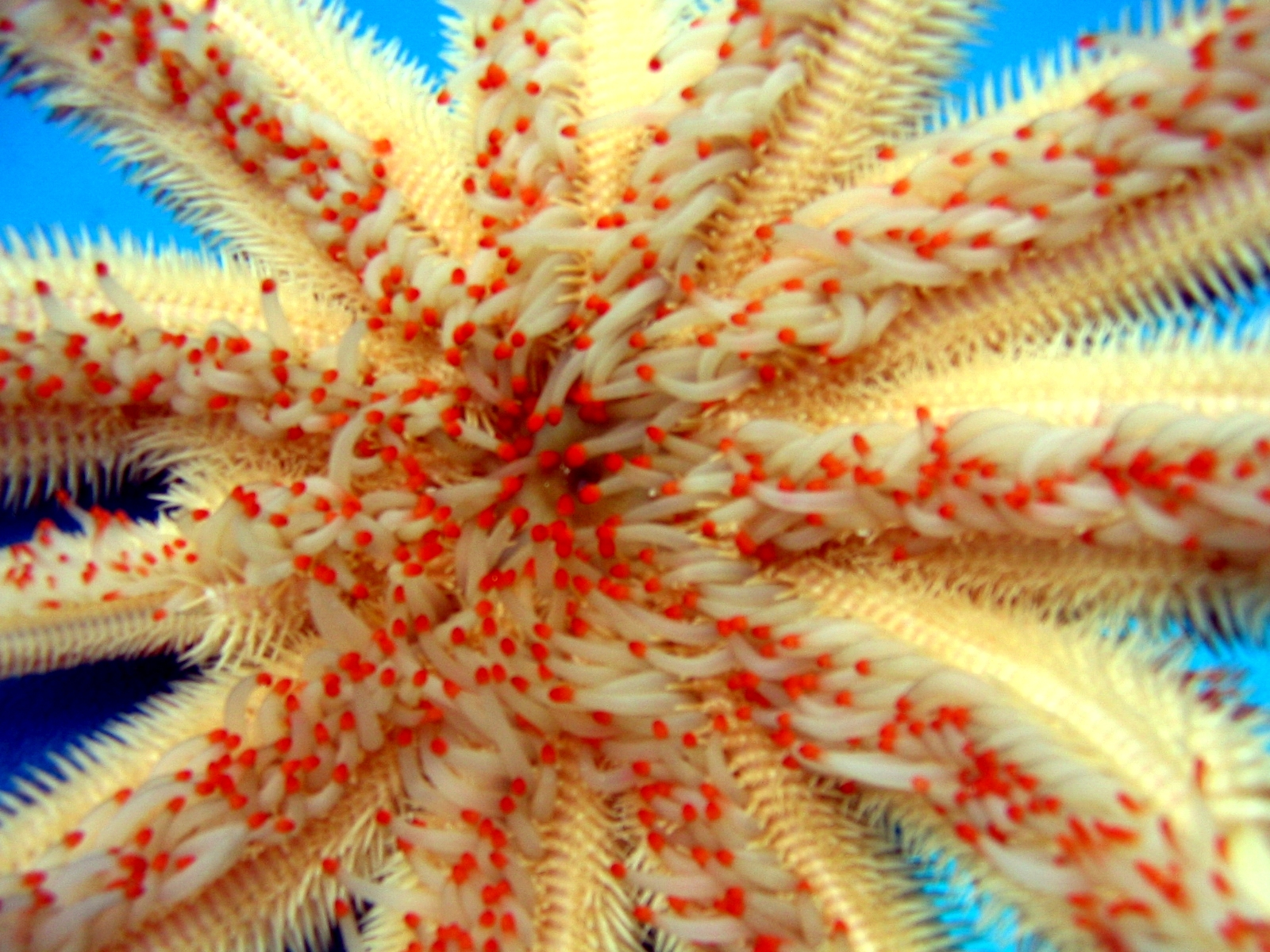
Ústní otvor druhu Luidia magnifica, stopkovité orgány s červenými konečky jsou podie

Vzhledem k tomu, že se hvězdice vyvinuly z dvoustranně souměrných organismů, jejich pohyb vykazuje silně bilaterální tendence, a to zvláště během lovu nebo při úniku před predátorem. Některá ramena totiž slouží jako hlavní, řídící paže vedoucí směr pohybu, zatímco ostatní ramena hrají vedlejší roli. Podobně bilaterální tendence bude patrně mít i nervový či smyslový systém. Rychlost pohybu hvězdic závisí na druhu. Např. hvězdice růžová se pohybuje rychlostí pouze 6 m za den. Naproti tomu Pycnopodia helianthoides se s pomocí svých 15 000 podií může pohybovat rychlostí až 1 m za minutu.
Vedle pohybové funkce slouží podie i k dýchání a exkreci, kterou pomáhají zajišťovat spolu s papuly (papulae). Papuly jsou tenkostěnné, vyklenuté, obrvené povrchové orgány na vnější straně těla na centrální disku a ramenech. Skrze podie a papuly se do těla dostává kyslík a vylučuje oxid uhličitý. Distribuci kyslíku zajišťuje ambulakrální soustava. Ta se stará i o distribuci živin ze zažívacího traktu do svalů.

### Trávicí soustava a zažívání

Řez hvězdicí se zaměřením na anatomii trávicí soustavy: 1. pylorický žaludek, 2. střevo a anální otvor, 3. rektální žláza, 4. kamenná chodba, 5. madreporit, 6. caecum pylorického žaludku, 7. jaterní výběžky (zažívací žlázy), 8. cardiální žaludek, 9. gonáda, 10. radiální vodní kanál, 11. ampuly

Trávicí soustava zabírá většinu disku hvězdice a rozšiřuje se i do ramen. Ústní otvor se nachází uprostřed středového disku a je obklopen peristomální, flexibilní membránou a uzavřen sfinkterem neboli svalovým svěračem. Po ústním otvoru následuje jícen, který ústí do žaludku, který zabírá většinu disku. Žaludek je rozdělen sevřením na větší cardiální žaludek, za nímž následuje menší pylorický žaludek. Cardiální žaludek je vysoce flexibilní a hvězdice jej mohou vychlípnout z ústního otvoru ven. Tento žláznatý vak je podepřen vazy připojenými na vápnitý skelet v ramenech, což zajišťuje vtáhnutí žaludku zpět do těla. Z pylorického žaludku vybíhá do každého ramena pár slepých jaterních výběžků, každý se dvěma řadami caec. Jaterní výběžky jsou dlouhé trubicovité orgány, které jsou zevnitř vystlány žlázami sekretující trávicí enzymy, které potravu rozloží, a poté vstřebávají živiny z potravy. Příjem potravy tedy probíhá tak, že hvězdice zcela vychlípne svůj cardiální žaludek skrze ústa, obejme s ním kořist, kterou rozloží pomocí trávicích enzymů, vstřebá potravu žaludkem, načež žaludek vtáhne zpět do těla. Tento princip hvězdici umožňuje živit se i kořistí mnohokrát větší než je ona sama. Externí vývod z pylorického žaludku je zprostředkován krátkým střevem zakončeným rektem, které ústí na hřbetní straně hvězdice.
Některé druhy hvězdic jako jsou zástupci rodů Astropecten nebo Luidia nedokáží cardiální žaludek vychlípnout a polykají kořist celou. Po natrávení kořisti vyplivnou skrze ústní otvor nestravitelné části jako lastury malých mlžů. Zvláštní skupinu tvoří několik hvězdic krmících se zachycováním planktonu z vody pomocí natažených ramen do vodního sloupce. Ke chňapnutí kořisti využívají na ramenech umístěné klepítkovité pedicelárie, které mají funkci jakýchsi „mikročelisti“. K hvězdicím využívajících tento způsob krmení patří Novodinia antillensis ze západního Atlantiku nebo Rathbunaster Californicus ze severovýchodního Pacifiku.
Odpadním produktem po zpracování živin je hlavně amoniak, který hvězdice vylučují skrze oblasti tenkých tělních stěn jako jsou podie a papuly. Pevnější částice živin zachytávají coelomocyty v coelomové dutině, odkud jsou dopraveny do papul, jejichž konečky po nahromadění odpadního materiálu odpadávají spolu s odpadním materiálem.

### Oběhový systém

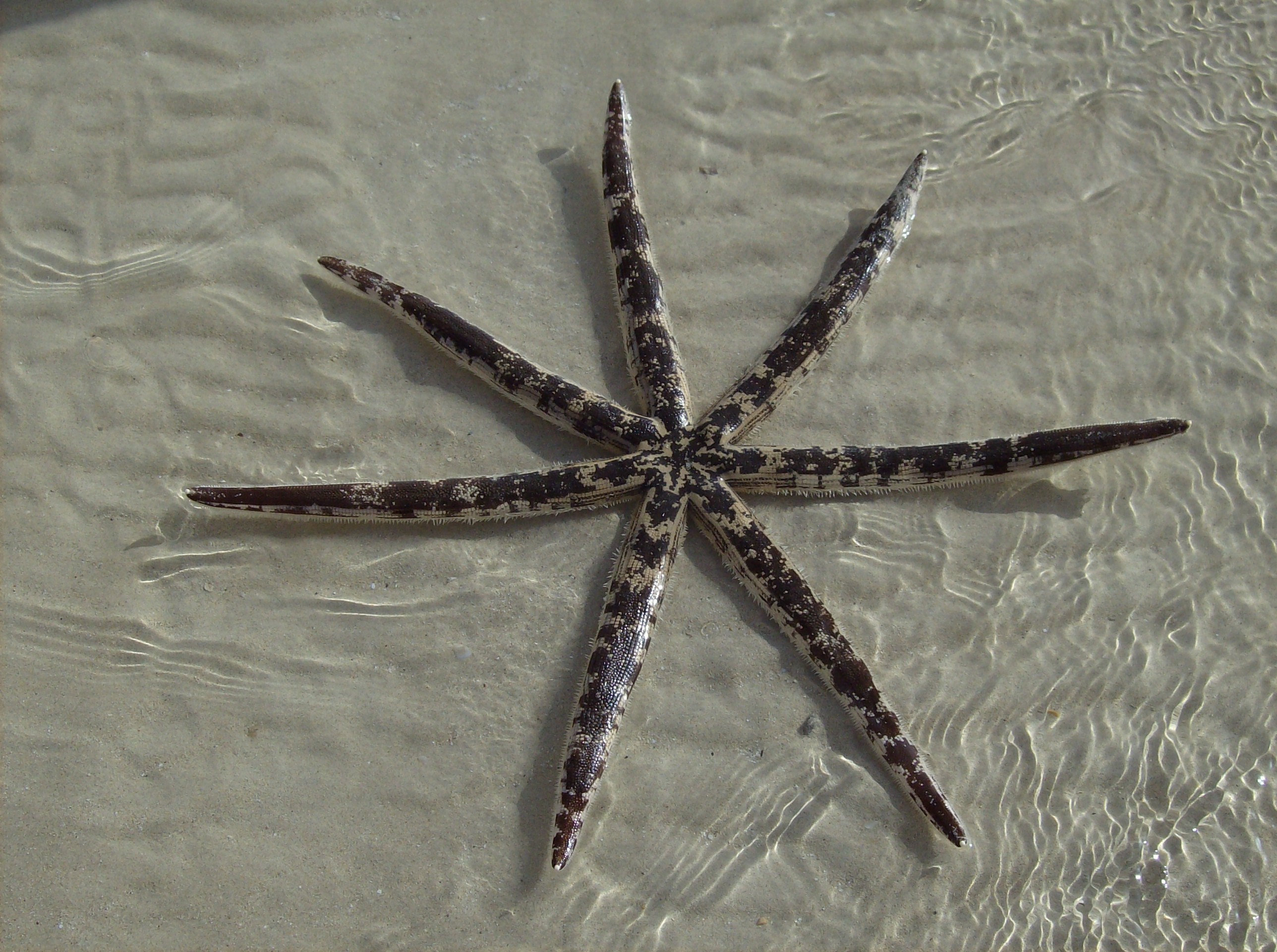
Sedmiramenná hvězdice Luidia maculata v Egyptě

Cévní systém ostnokožců se nazývá hemální či psedohemální soustava. Tento trubicový oběhový systém odvozený z coelomu je u všech ostnokožců, a u hvězdic zvláště, značně zakrnělý. Probíhá paralelně s ambulakrální soustavou a skládá se ze tří vzájemně propojených kanálků: aborálního (na hřbetní straně), orálního (kolem úst) a gastrického (kolem střeva). U kamenné chodby se kanálky hemální soustavy spojují přes axiální orgán. Tento váčkovitý orgán je protkán sítí cév a vznikají v něm coelomocyty, které mají řadu funkcí, mj. slouží k přenosu živin i kyslíku, podílejí se na regeneraci a hojení a fagocytují cizorodý materiál. Axiální orgán je umístěn v axiálním sinu. Coelomická tekutina uvnitř hemálních cév je poháněna brvami. Není zcela vyjasněno, k čemu všemu hemální systém slouží, avšak patrně bude hrát roli v distribuci živin do ostatních částí těla hvězdic. U hvězdice Echinaster graminicola bylo ukázáno, že hemální systém skutečně dopomohl k distribuci živin do gonád a podií, nicméně u hvězdice růžové nebylo zjištěno, že by hemální systém hrál významnější roli v přenosu živin.

### Nervový a sensorický systém
Hvězdice nemají mozek, avšak nervový systém je komplexní. Kolem úst je umístěn prstencový nervový systém, na který se vážou radiální nervy vybíhající do ramen paralelně s radiálními kanály ambulakrální soustavy. Periferní nervový systém tvoří dvě sítě nervů, a sice sensorický systém umístěný v epidermu a motorický systém v coelomové dutině. Klíčovými sensorickými orgány jsou jednoduché, miskovité, červené optické polštářky, které se nachází na koncích ramen. Každý polštářek je složen ze změti 80–200 jednoduchých oček (ocelli). Sensorickou funkci má i epidermis, která dokáže přijímat chemické, hmatové a světelné vjemy. Zvláště sensoricky vnímavé jsou podie.

## Životní cyklus

### Pohlavní rozmnožování

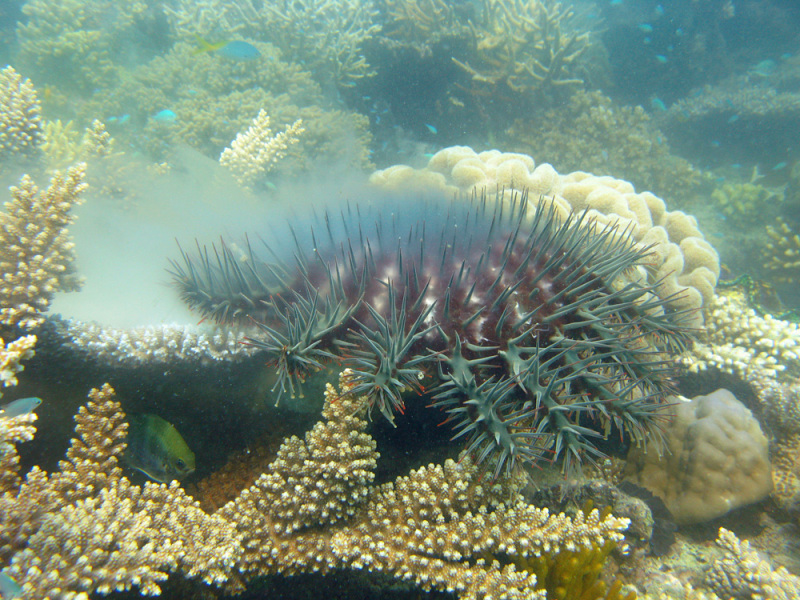
Hvězdice trnitá během vypouštění pohlavních buněk do vodního sloupce

U hvězdic není přítomen pohlavní dimorfismus, tzn. samec i samice vypadají stejně. Až na pár výjimek, všechny druhy hvězdic jsou gonochoristé. Pětiramenné hvězdice mívají 10 gonád, dvě v každém rameni. Gonády jsou v ramenech volně umístěné mezi jaterními výběžky pylorického žaludku a ampulemi. Gonády tvarem připomínají dlouhý trs hroznů. U hvězdic, které nejsou připraveny k rozmnožování, gonády vyplňují pouze bázi ramen, avšak u pohlavně dospělých jedinců zaplňují ramena až k jejich konečkům. Varlata i vaječníky jsou morfologicky podobné, avšak jejich barva bývá jiná; varlata jsou šedavá a vaječníky růžové až oranžové.
Některé druhy hvězdic jsou hermafroditní. Patří k nim hvězdice Nepanthia belcheri, které takřka všechny mají oocyty (ženské pohlavní buňky), avšak některé gonády fungují jako vaječníky a jiné jako varlata. Velké samice se navíc dovedou rozdělit na dvě, přičemž nová hvězdice je samec, který se po dorůstu do větší velikosti mění na samici. Postupným hermafroditismem prochází i hvězdice Asterina gibbosa. Všichni zástupci této hvězdice se rodí jako samci, avšak s růstem těla se mění v samice.

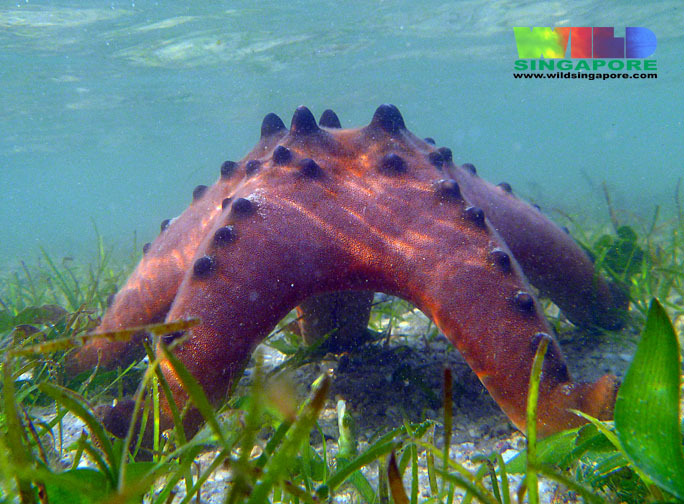
Protoreaster nodosus v pozici připravené k vypuštění vajíček

K rozmnožování dochází většinou na jaře. Typicky nastává pouze jedno rozmnožovací období ročně. Většina hvězdic vypouští vajíčka a spermie do vodního sloupce, kde dochází k oplodnění. Některé druhy mohou klást vajíčka pod kameny a do skalních škvír. Hvězdice se vykazují vysokou plodností. Samice mohou naklást až 1,25 milionu vajíček za hodinu a 200 milionů vajíček za jedno rozmnožovací období. Počet spermií vypuštěných samcem bývá ještě vyšší. Většina vajíček je planktonická, avšak některá jsou lecitotrofická (mají žloutkový váček a přeskakují larvální stadium). Tato vajíčka patřívají hvězdicím žijícím v chladných vodách jako jsou polární oblasti nebo velké hloubky. Tyto druhy vypouští méně vajíček, avšak vajíčka jsou mnohem větší a zahrnují žloutkový váček. Hvězdice tato vajíčka nejdříve nosí na různých místech těla ve zvláštních kapsičkách, mj. pod centrálním diskem nebo rameny, v cardiálním žaludku (Leptasterias tenera) či dokonce v gonádách. Hvězdice nosící vajíčka pod centrálním diskem typicky přitáhnou bázi ramena k tělu, čímž vytvoří na spodní straně disku částečně uzavřenou kapsu. Hvězdice Pteraster militaris si zase uchovává ve hřbetní kapse jen několik vajíček, ty ostatní vypouští do vody. Potomky, které si ponechává na těle, může odnosit až do juvenilního stadia (velikost 4 mm). U těchto velkých vajíček většinou dochází k přeskočení larválního stádia a ze žloutkových vajíček se líhnout hned miniaturní hvězdice.

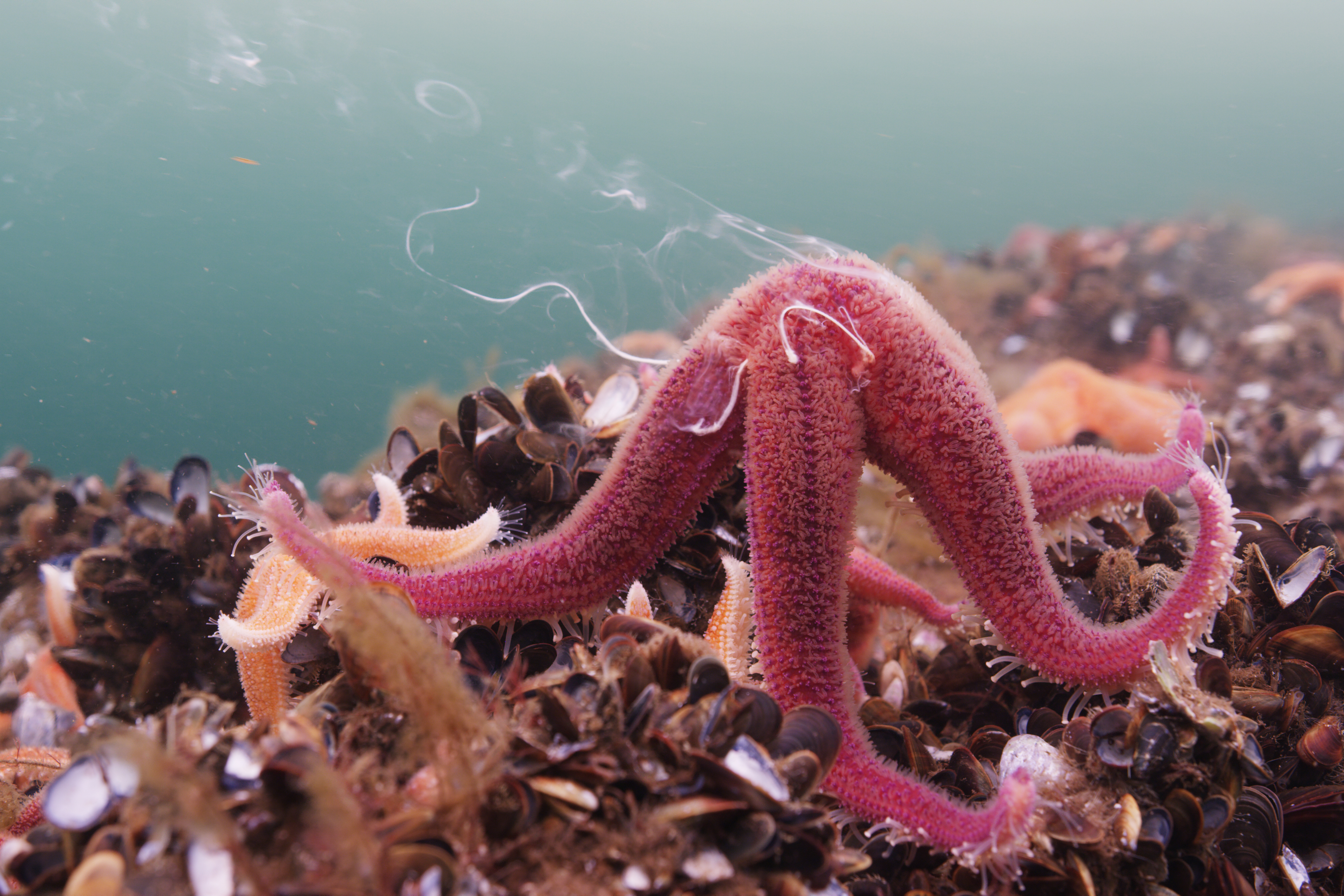
Hvězdice růžová vypouští pohlavní buňky

Přinejmenším u některých druhů dochází k časové koordinaci rozmnožování pomocí vypouštění feromonů z gonád první hvězdicí připravené k rozmnožování, čímž se stimuluje vypuštění pohlavních buněk i u zbytku místní populace. Některé hvězdice jako Protoreaster nodosus se při vypouštění vajíček zapřou rameny do substrátu a nadzvednou disk. U některých druhů byla zaznamenána pseudokopulace. To znamená, že pár hvězdic se před vypuštěním pohlavních buněk dotýká, avšak stále dochází k vnějšímu oplodnění. Např. Archaster angulatus tvoří masivní agregace, při kterých samec vyleze na samici, načež u páru dojde k vypuštění pohlavních buněk. Jakmile se spermie hvězdice dostane do kontaktu s vajíčkem, pronikne dovnitř, odpadlý bičík zůstává vně vajíčka, a dojde ke splynutí buněčných jader vajíčka a spermie, čímž vznikne zygota. Ze zygoty se vyvíjí morula, která po blastulaci dává vznik blastule a následně gastrule, ze které se vyvíjí dipleurula, čili první fáze hvězdicové larvy.

### Larvální vývoj

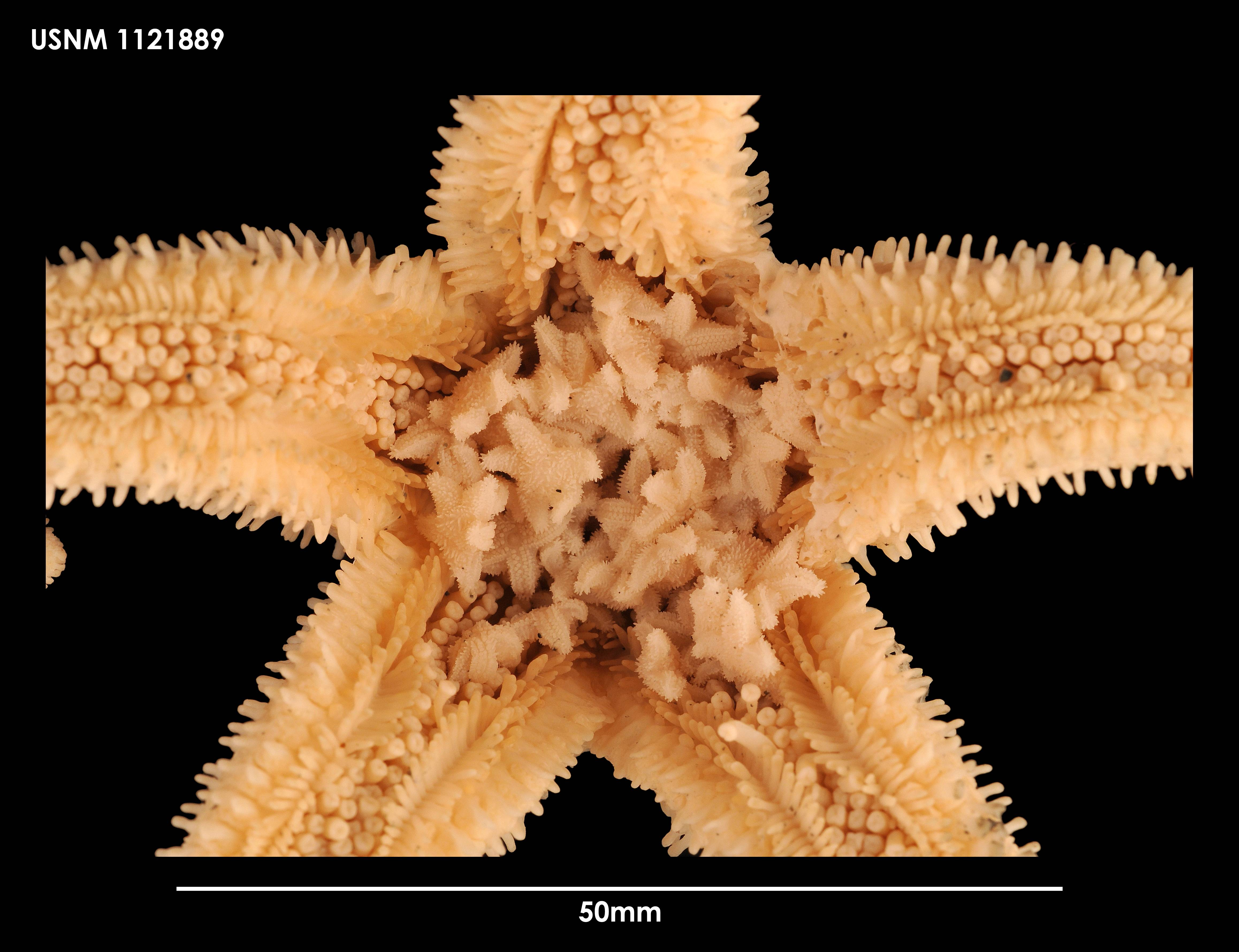
Diplasterias brandti s početnou skupinou juvenilních hvězdic, které nosí na spodní straně centrálního disku

Až na výjimky zmíněné výše, většina hvězdic prochází komplexním larválním vývojem, který zahrnuje tři typy plovoucích larev, které se nazývají dipleurula (někdy též označována jako raná bipinnaria), bipinnaria a brachiolaria. Na rozdíl od pěti-symetrického dospělce si rané larvy hvězdic zachovávají bilaterální symetrii.
Dipleurula má vajíčkovitý tvar. Blastoporus (prvoústa) zůstává otevřený a proměňuje se na řitní otvor, zatímco ústní otvor se na opačném konci těla prolamuje, čímž se definuje dorzální a ventrální strana těla. Charakteristickým rysem dipleuruly je obrvený pruh kolem ústního otvoru. Trávicí soustavu tvoří jícen, žaludek a střevo. Dipleurula se krmí na jednobuněčných řasách, hlavně rozsivkách. Následná metamorfóza do larvy bipinnaria probíhá po přichycení dipleuruly k podkladu nebo ještě během volného způsobu života. Bipinnaria vyvíjí v přední části těla dlouhý preorální lalok, na bočních stranách se vyvíjí celkem tři laterální laloky. V tomto stadiu stráví larva několik týdnů, načež se přetváří do larvy brachiolaria. Laloky z předchozího stadia se prodlužují do dlouhých řasinkových larválních paží. Z preorálního laloku vyrůstají tři krátké neřasinkové přívěsky, na jejichž koncích vyrůstají přísavky nebo adhezivní disky. Tyto přívěsky se nazývají brachiolární paže. V této fázi larva již aktivně plave. Po 6–7 týdnech brachiolaria přisedává na pevný podklad a s pomocí adhezních disků se přichycuje, takže preorální lalok funguje jako stopka. Metamorfóza do miniaturní hvězdice začne probíhat odzadu. Řitní otvor, ústa i řasinkové pruhy mizí a na levé straně vznikají nová ústa, na pravé řitní otvor. Vyvíjí se ramena a centrální disk. Po metamorfóze má nově vzniklá miniaturní hvězdice méně než 1 mm.

Hvězdice v různých stádiích vývoje
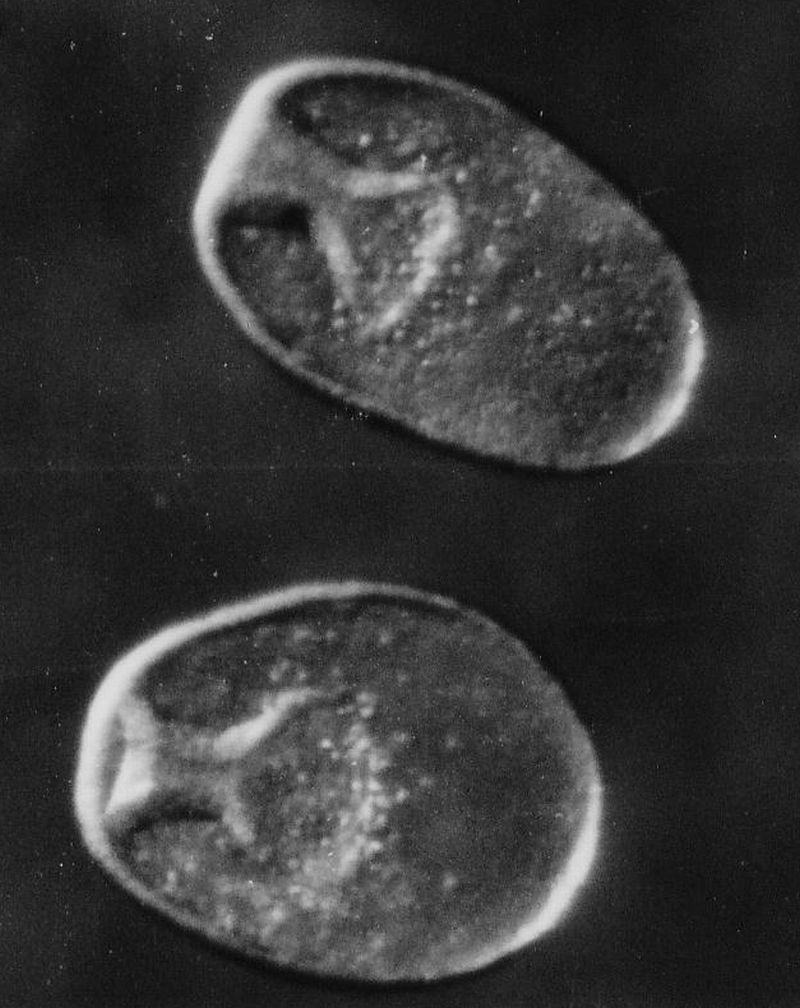
Gastrula hvězdice trnité
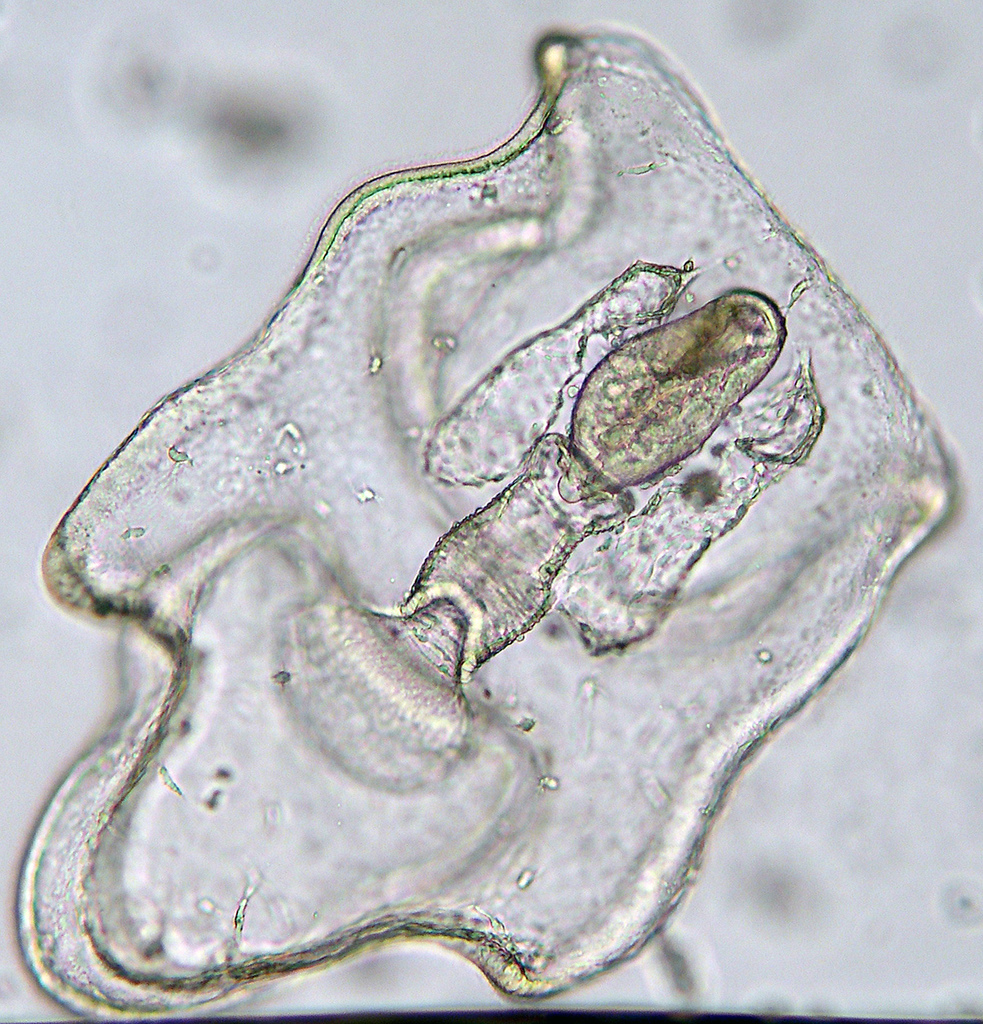
Bippinaria; vlevo dole preorální lalok a ústa, vpravo nahoře zažívací soustava
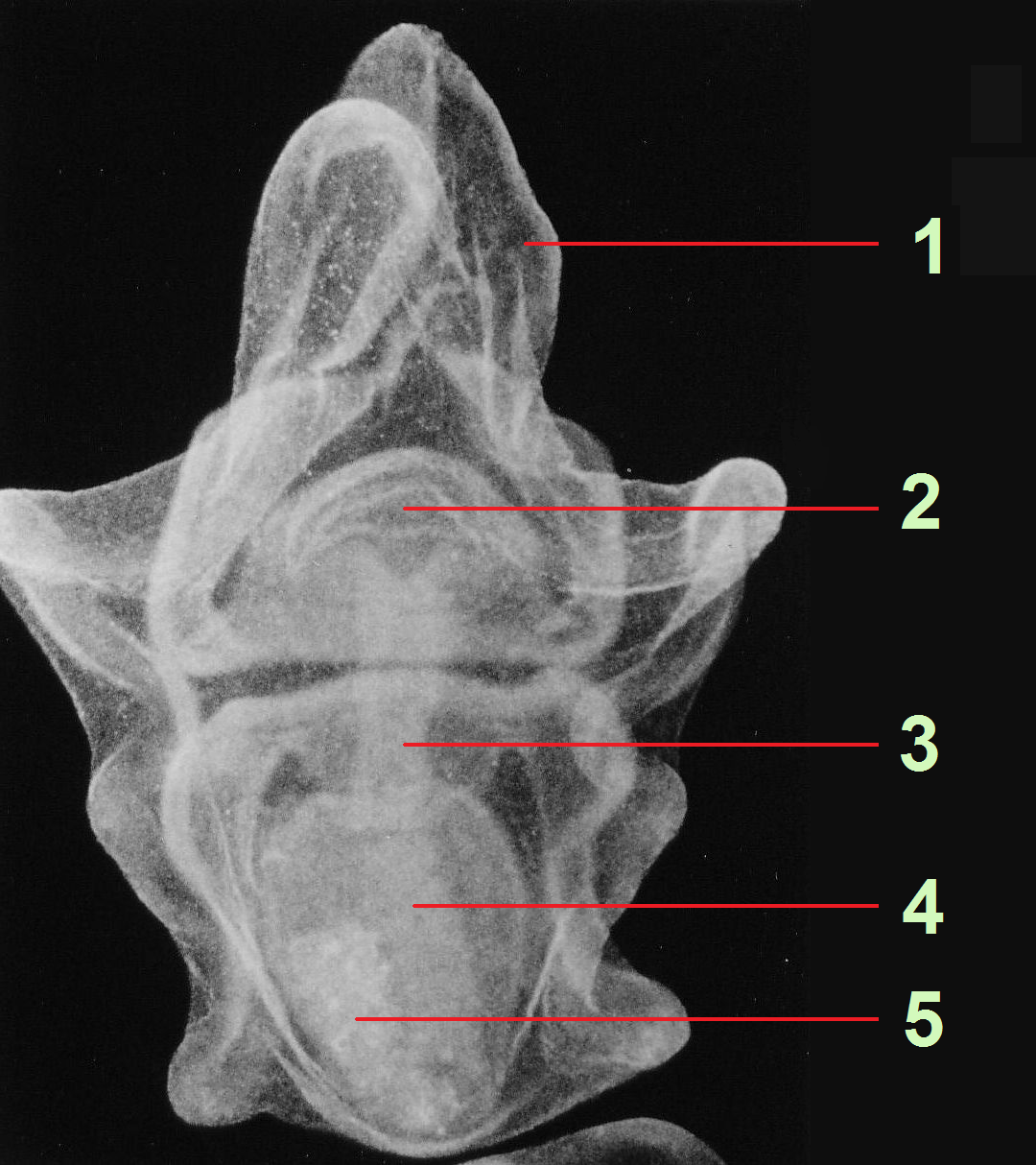
Brachiolaria: 1. brachiolariální paže, 2. ústa, 3. jícen, 4. žaludek, 5. řitní otvor
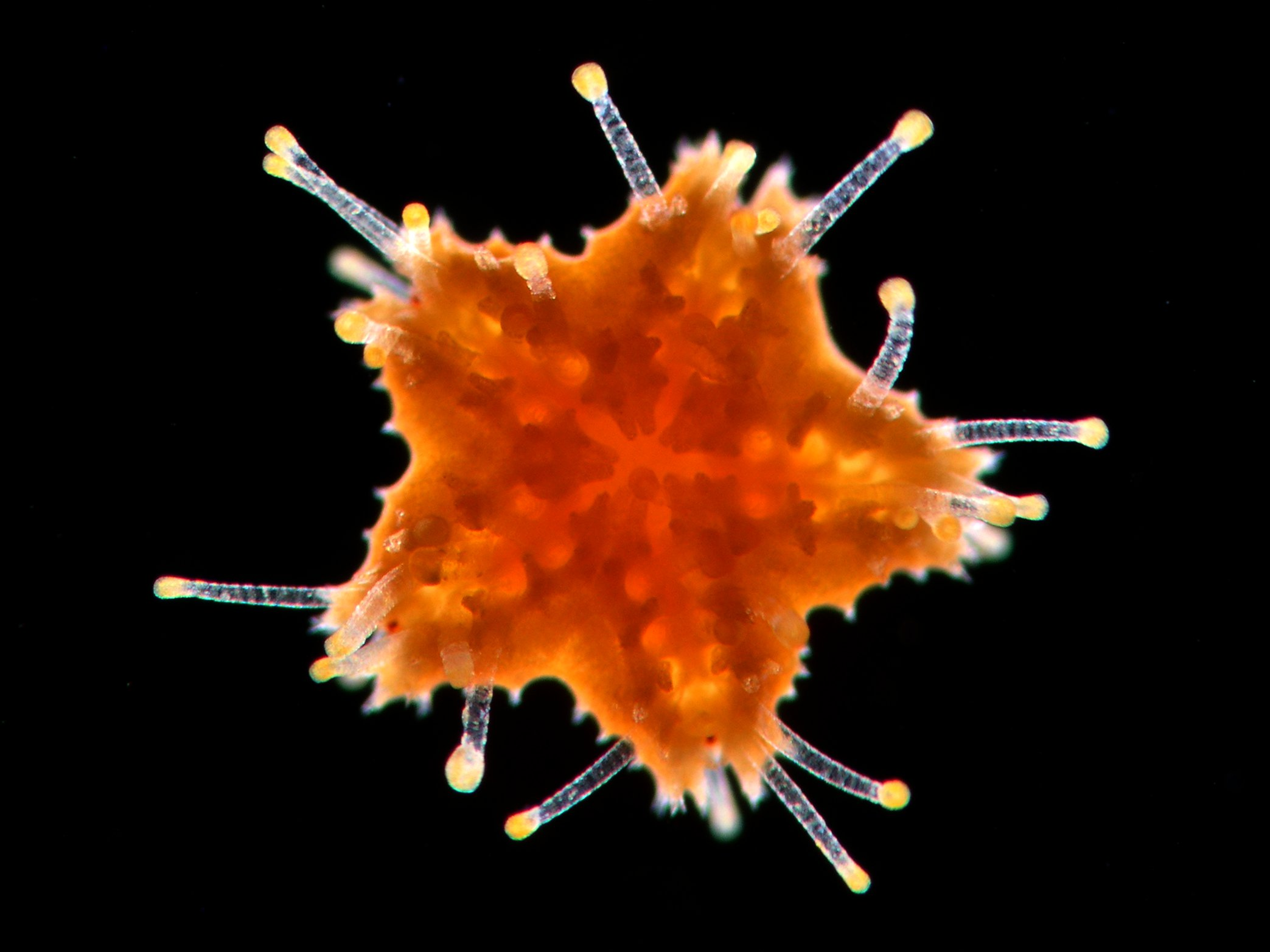
Nedospělá hvězdice s několika dobře vyvinutými podiemi

### Regenerace a nepohlavní rozmnožování

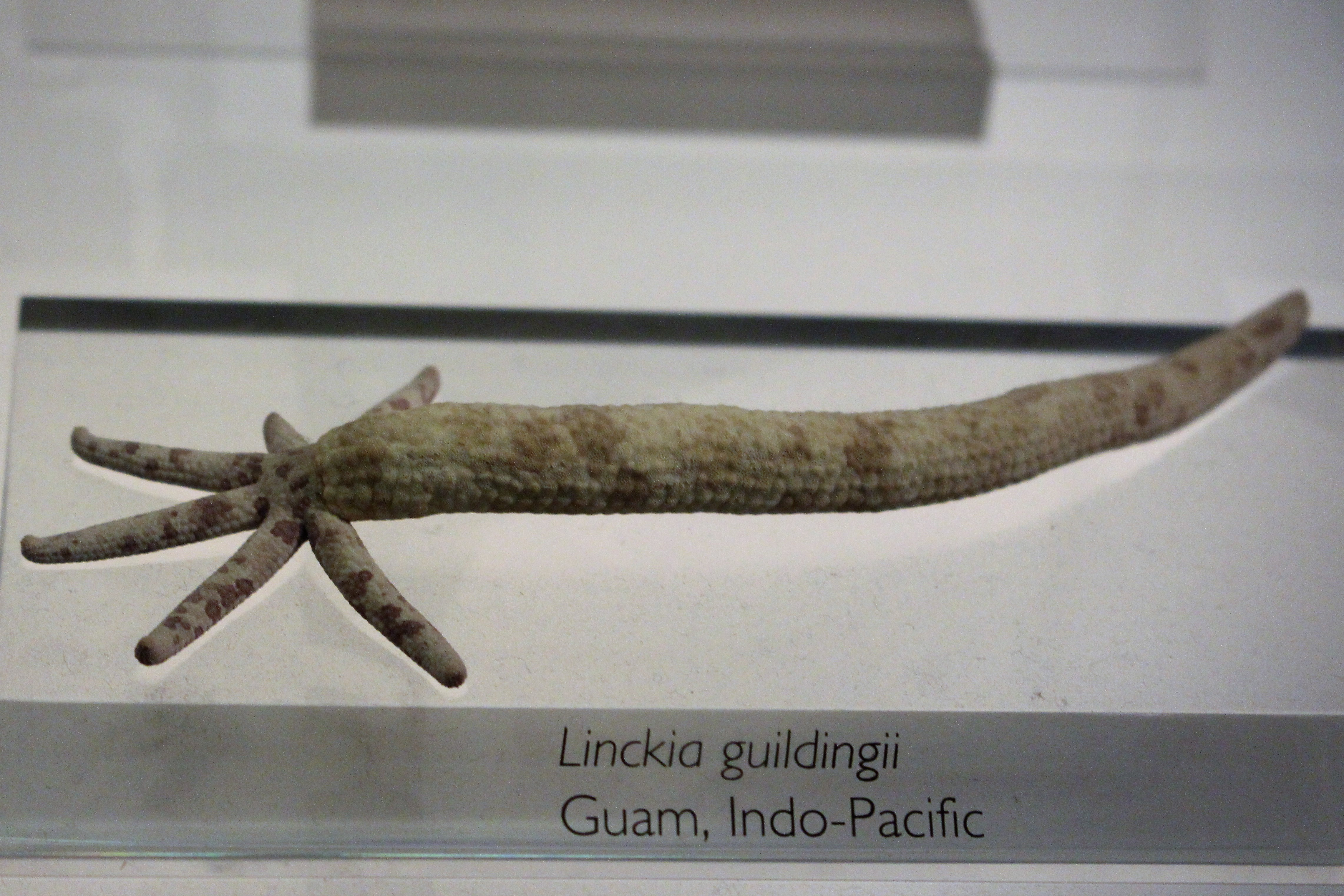
Tzv. kometa neboli nový jedinec vyrůstající z ramene Linckia guildingi (exponát Přirodopisného muzea v Londýně)

Hvězdice mají vynikající schopnost regenerace, která je společná i pro další ostnokožce. Hvězdice dovedou regenerovat nejen menší orgány jako jsou podie, umí nahradit i celá ramena. Zcela mimořádnou schopnost mají některé hvězdice rodu Linckia, které dokáží nahradit celé tělo z jediného ramene. Nové hvězdici vyrůstající z jednoho ramena se říká kometa, jelikož svým tvarem toto vesmírné těleso připomíná. Jiné hvězdice jako hvězdice růžová zase potřebují s ramenem zachovat alespoň jednu pětinu centrálního disku, aby byly schopné znovu vyrůst do nového jedince. V případě, že odpadlé rameno a část disku zahrnuje i madreporit, může zahrnovat i méně než jednu pětinu disku. Kompletní regenerace může trvat měsíce i roky. Oddělené rameno nejdříve bere živiny z nashromážděných energetických zásob, než si vyvine centrální disk a zažívací ústrojí, načež může opět přijímat potravu.
Hvězdice mohou o své rameno buďto přijít následkem uzmutí predátorem, nebo může dojít k cílenému odvrhnutí části těla (autotomie). Navzdory všeobecná známosti o výjimečných regeneračních schopnostech hvězdic je autotomie u pětiramenných a širokoramenných hvězdic vzácná. U některých hvězdic z rodu Patiriella dokonce dosud nebyla pozorována. Hvězdice dosahují odpadnutí ramen pomocí náhlých změn mechanických vlastností zvláštního typu pojivé tkáně u báze ramen. Impulzy ke změnám vlastností této tkáně a následnému odpadnutí ramene pochází z nervového systému. V případě, že se do těla hvězdice dostanu cizí objekt, hvězdice jej vytlačí přes konec ramena ven.

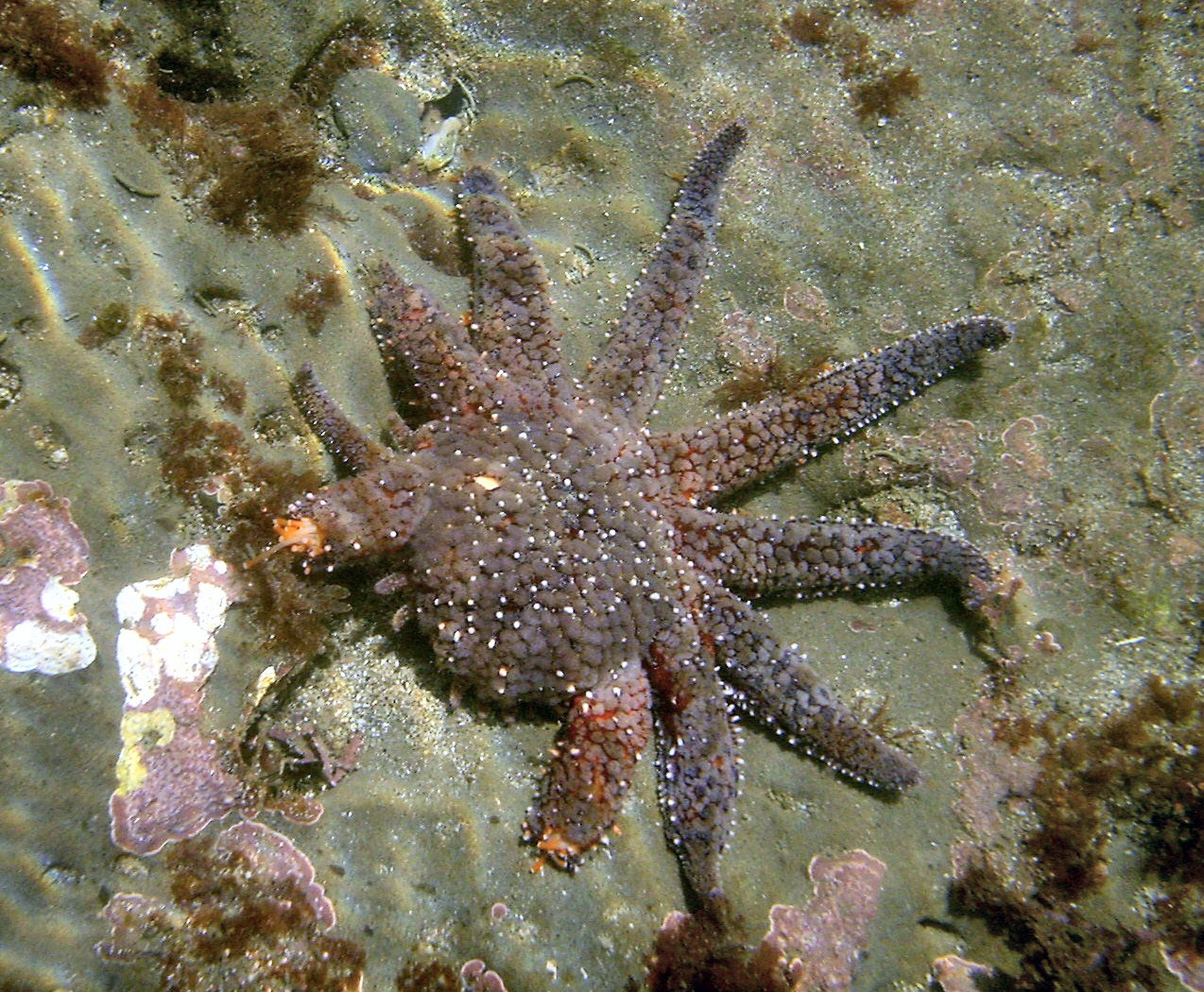
Pycnopodia helianthoides při regeneraci odpadlých ramen

Některé druhy hvězdic využívají svou regenerační schopnost dokonce k nepohlavnímu rozmnožování pomocí fragmentace. Nejčastějším typem fragmentace u hvězdic je rozdělení hvězdice včetně disku na dvě souměrné poloviny, z nichž každá doroste odpadlou část. K hvězdicím využívajících fragmentaci coby obligátní (jediný) způsob rozmnožování patř např. Stephanasterias albula z Atlantského a Tichého oceánu. Naproti tomu sedmiramenná hvězdice tenkoostnitá z Atlantiku se rozmnožuje někdy pohlavně a jindy nepohlavně, patrně v závislosti na environmentálních podmínkách. U brazilských břehů bylo nepohlavní rozmnožování hvězdice tenkoostnité dáváno do souvislosti s výjimečně nízkými odlivy, během kterých byly hvězdice vystaveny vzduchu. Ve Středozemní moři se skrze fragmentaci rozmnožuje hvězdice Aquilonastra burtoni.

## Ekologie

### Rozšíření a habitat
Hvězdice jsou rozšířeny ve všech oceánech, největší druhová diverzita nastává v tropických mořích. Vyskytují se od intertidálu (oblast moří těsně u břehu, která je během přílivu zatopena a při odlivu odhalena) po abysál až do hloubek přes 6000 m. Hvězdice Hymenaster blevgadi obývající Kermadecký příkop se vyskytuje v hloubkách až 6720 m. Drtivá většina druhů hvězdic se vyskytuje striktně ve slaném mořském prostředí, protože hvězdice nemají schopnost osmoregulace. Některé druhy nicméně dokáží do jisté míry tolerovat i částečně brakické vody. Příkladem je populace hvězdice růžové z Baltského moře, jejíž populace zasahuje až do brakických vod k okrajům Bothnianského zálivu, avšak v severnějších částech zálivu při ústí řek, kde slanosti vody razantně ubývá, se již nevyskytuje.

### Potrava a lov

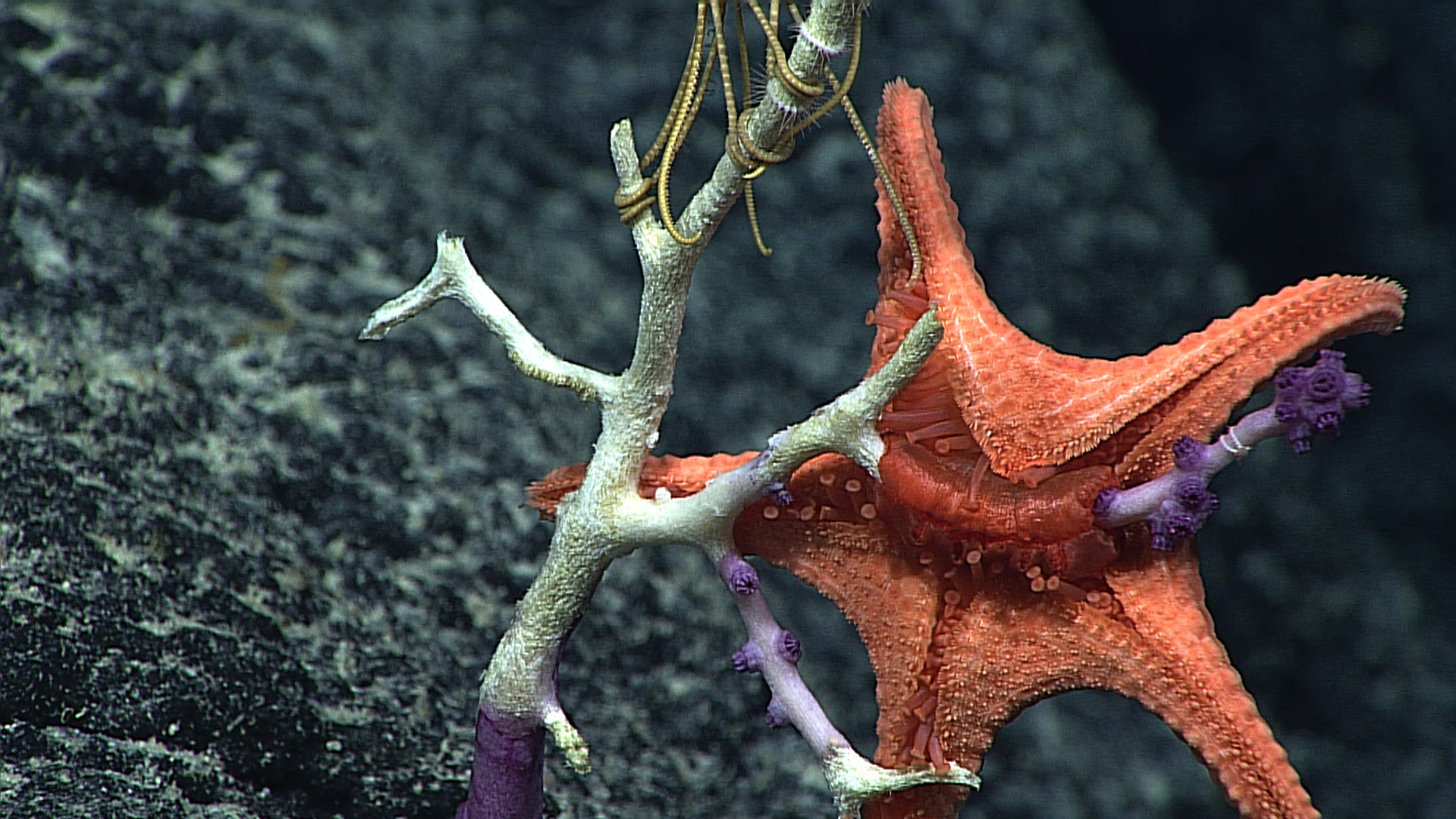
Circeaster pullus při krmení na korálu pomocí vychlípnutého cardiálního žaludku

Většina hvězdic představuje oportunistické predátory nebo mrchožrouty. Vedle živých bezobratlých požírají takřka veškerou mrtvou živočišnou hmotu, která jim přijde do cesty, jako jsou houbovci, polypovci, mikrořasy, měkkýši (mlži, plži aj.), korýši, ryby i někteří jiní ostnokožci jako ježovky. Zatímco řada druhů hvězdic jsou potravní generalisté, tzn. nejsou vybíraví ve druhu své potravy, jiné druhy jsou vysoce specializované. Např. hvězdice trnitá se živí takřka výhradně korály, Solaster stimpsoni požírá hlavně sumýše, Hippasteria spinosa se živí hlavně pérovníky a unikátní jídelníček má hvězdice Solaster dawsoni ze severního Pacifiku, která preduje hlavně na příbuzné hvězdici Solaster stimpsoni. Typickou generalistkou je zase hvězdice Mediaster aequalis, jejíž složení jídelníčku se sezónně i biotopově proměňuje. U nedospělých hvězdic byl zaznamenán kanibalismus, a to již 4 dny po metamorfóze.

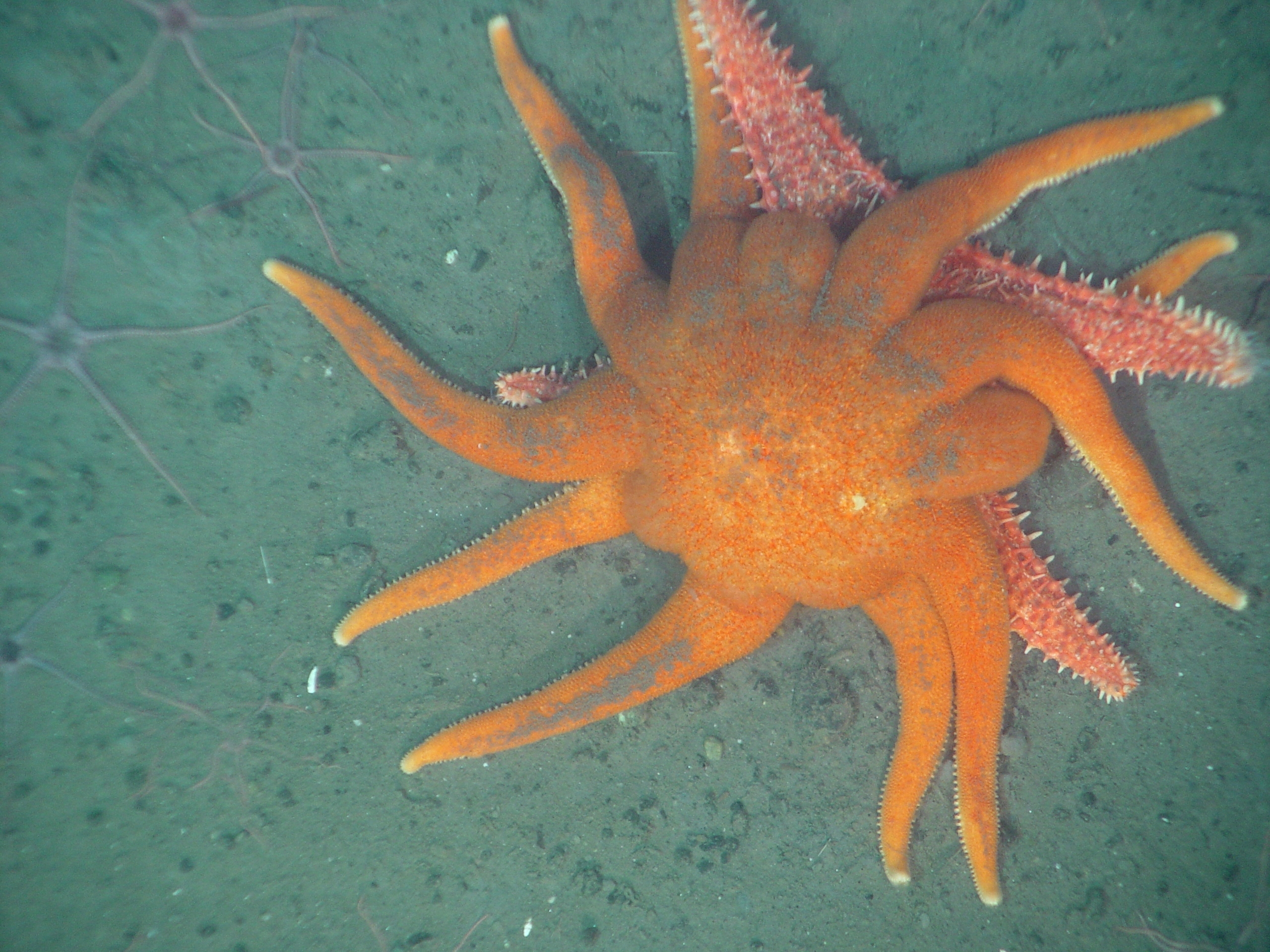
Obávaný predátor jiných hvězdic Solaster dawsoni při napadání jiné hvězdice Hippasteria spinosa

Řada hvězdic dovede predovat i na mlžích, kteří v přítomnosti predátorských hvězdic rychle zavírají své lastury. Hvězdice mlže obejme rameny, které lasturu zavřeného mlže velmi pevně uchopí svými podiemi, načež hvězdice začne na lasturu vyvíjet rozpínatelný silný tlak a jakmile mlž jen trochu podlehne a maličko pootevře svou lasturu, hvězdice do vzniklé škvíry vsune svůj flexibilní žaludek, rozloží tělo mlže zevnitř a takto v podstatě vysaje tělo mlže z jeho lastury i bez toho, aniž by musela lasturu plně otevřít. Ježovky zase loví tak, že hvězdice nejdříve vychlípne část svého žaludku mezi trny ježovky, a vypustí svůj trávicí enzym k bázi trnů, kde rozloží svaly zajišťující pohyb trnů, které pak odpadnou. Hvězdice má pak snazší přístup k ústnímu otvoru ježovky na spodní straně schránky, přes který tělo ježovky rozloží zevnitř stejně jako v případě těla mlže. Někdy se stává, že se ježovka ubrání hvězdici pomocí svých trnů.

### Ekologická funkce

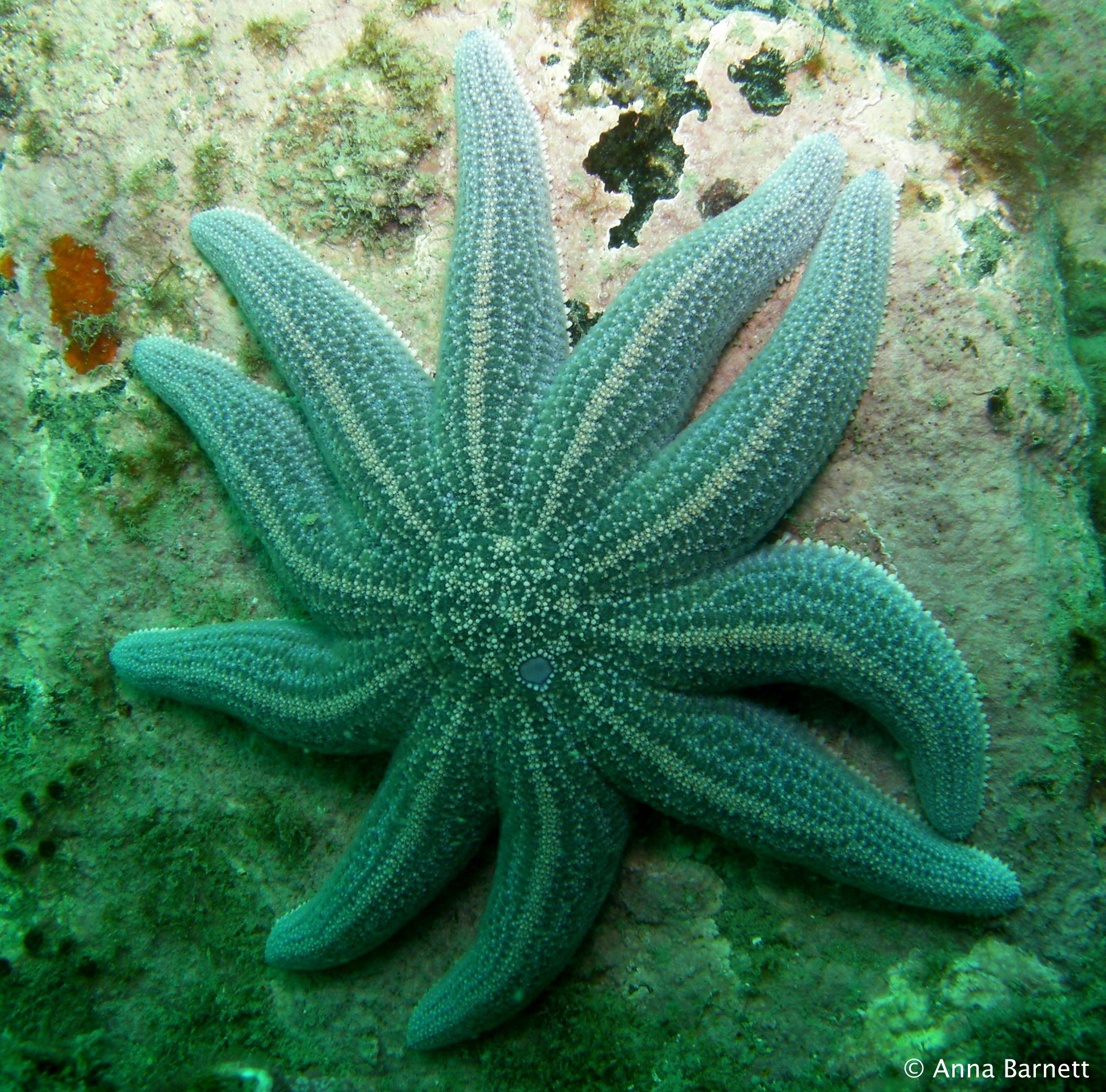
Stichaster australis patří na intertidálních stanovištích ke klíčovým druhům

Hvězdice představují velmi důležité predátory řady mořských ekosystémů, zejména v intertidálních a subtidálních společenstvích. V některých místních ekosystémech mají dokonce zcela zásadní funkci a hvězdice jako Pisaster ochraceus nebo Stichaster australis jsou považovány za klíčové druhy. Samotný termín „klíčový druh“ byl poprvé definován a použit Robertem T. Painem v roce 1969 v souvislosti s hvězdicí Pisaster ochraceus. Pain během studia intertidálních společenstev podél washingtonského pobřeží došel k tomu, že druhová diverzita těchto společenstev závisí na predaci P. ochraceus. Pain z části pobřeží tuto hvězdici odstranil, načež začal intertidálnímu společenstvu jasně dominovat mlž Mytilus californianus, jehož populace byla jinak kontrolována hvězdicemi P. ochraceus. Tento mlž zabral stanoviště většině ostatních druhů, které tak vytlačil z oblasti. Podobným způsobem byla otestována role Stichaster australis v intertidálním biotopu novozélandského Jižního ostrova. Po odstranění této hvězdice z části pobřeží došlo k přemnožení mlže Perna canaliculus a následnému dramatickému poklesu biodiverzity, jelikož zmíněný mlž se začal nekontrolovatelně množit a začal zabírat ostatním živočichům jejich životní prostor.
V některých oblastech jsou hvězdice klíčovým predátorem chaluhožravých ježovek. V pobřežních vodách severní Kalifornie mezi lety 2014–2019 došlo ke zničení až 95 % plochy chaluhových lesů, což je dáváno do souvislosti s mořskými vlnami veder, které urychlují šíření nemoci hvězdic SSWD (Sea Star Wasting Disease), následkem které došlo k dramatickým úbytkům hvězdic včetně Pycnopodia helianthoides, hlavního predátora místních ježovek Strongylocentrotus purpuratus, které se tak přemnožily a zcela zdecimovaly místní chaluhový les. V některých oblastech narostl počet ježovek během několika let až o 10 000 %.

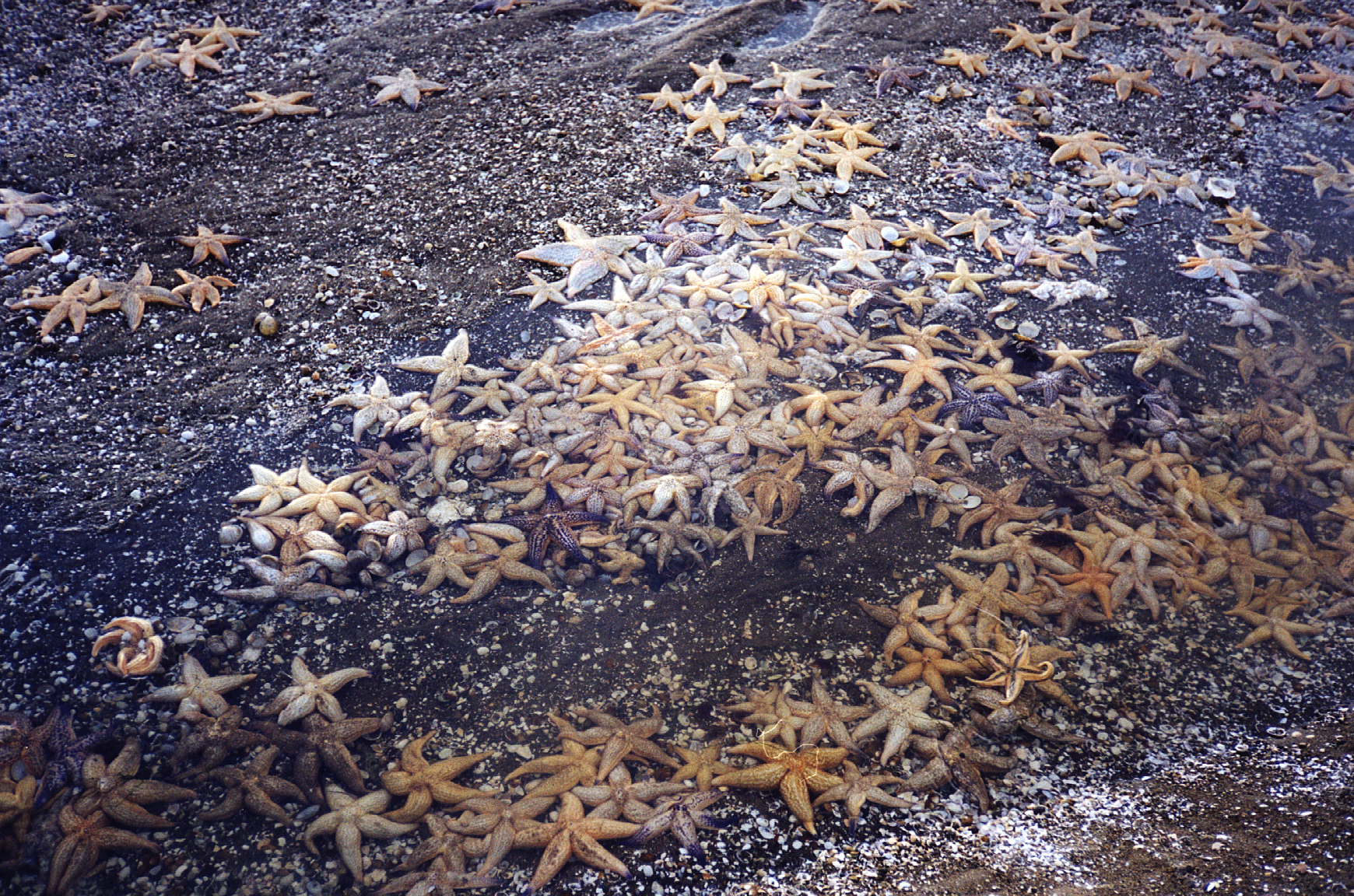
Počty hvězdic amurských v invadovaných oblastech mohou dosahovat kalamitních rozměrů (fotografie patrně z Austrálie)

V jiných oblastech mají hvězdice naopak devastující vliv na místní ekosystémy. Znám je především případ hvězdice trnité, která žije na korálových útesech tropických mořích, kde se krmí korálovými polypy. Jednou za čas dojde k masivnímu přemnožení hvězdic trnitých, které pak mohou velmi rychle zcela vyhladit lokální populace korálů, následkem čehož zase dochází k dramatickým poklesům biodiverzity celého korálového útesu. Zdokumentovány jsou hlavně případy z Francouzské Polynésie a severovýchodní Austrálie. Je možné, že za poměrně časté kalamitní stavy hvězdic trnitých může nadměrné množství živin, které se do moří dostává skrze řeky.
K dalším invazivním druhům hvězdic patří hvězdice amurská, jejíž původní areál výskytu zahrnuje severozápadní Pacifik, avšak hvězdice byla zavlečena do řady jiných oblastí včetně jižní polokoule (Austrálie, Tasmánie), kde je považována za invazivní druh. Larvy hvězdice amurské mohou dosahovat takových počtů, že dramaticky snižují diverzitu planktonu. U břehů Tasmánie bylo naměřeno, že v některých oblastech až 80 % místního planktonu tvořily larvy hvězdic amurských, což je jeden z největších planktonních poměrů kdy naměřených mezi ostnokožci. Hvězdice amurská ohrožuje místní farmy mlžů a je považována za jeden z nejvýznamnějších invazivních živočichů Austrálie. V jihoaustralském Port Phillip Bay byla hvězdice amurská poprvé zaznamenána v roce 1995, v roce 1997 se její populace odhadovala na 300 000 jedinců a k roku 2000 již na 165 milionů. Hvězdice amurská je jediný druh hvězdice zařazený na 100 nejhorších invazivních druhů světa, který sestavil Mezinárodní svaz ochrany přírody.

### Symbionti, parazité a predátoři

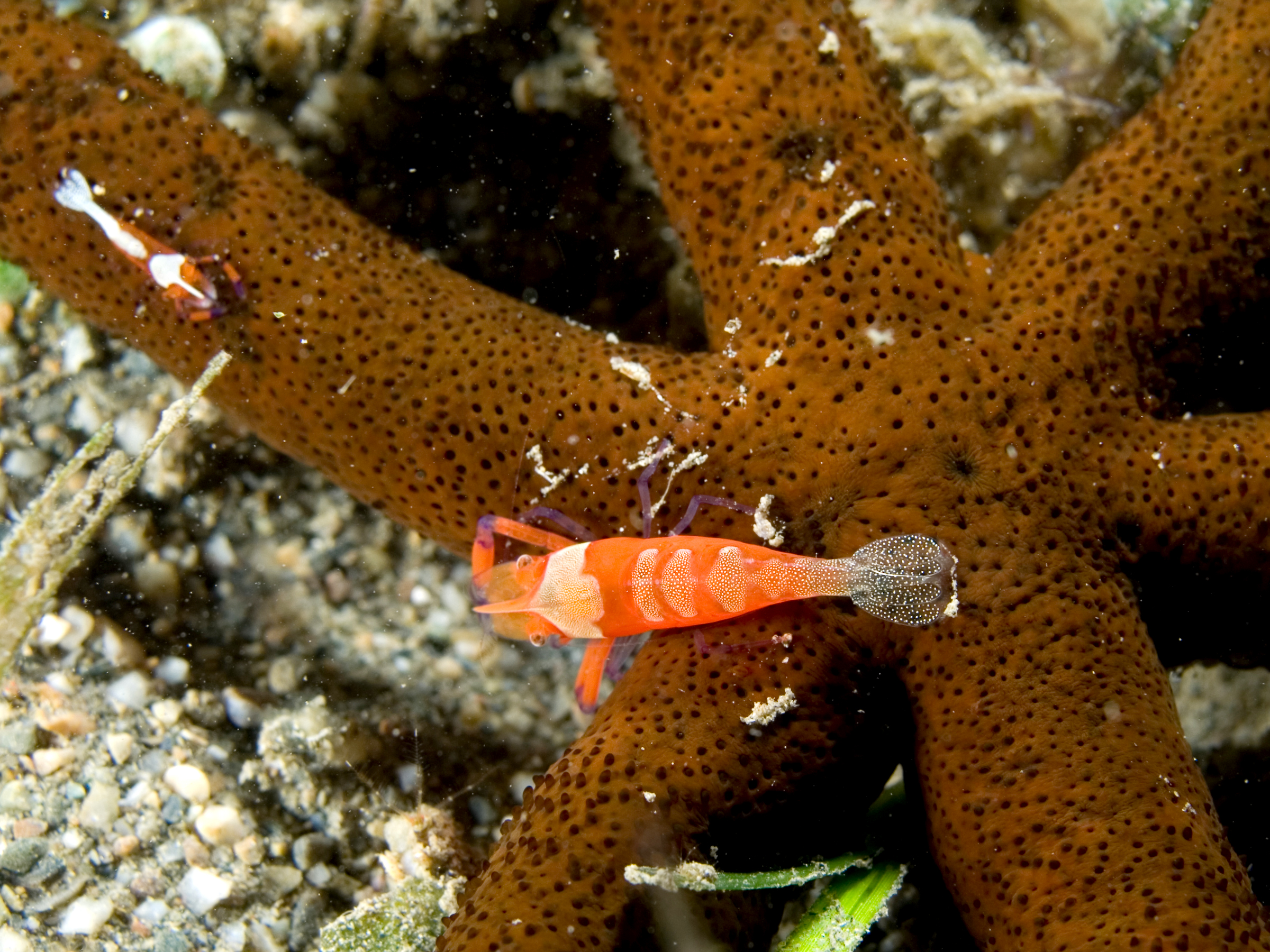
Kreveta Periclimenes imperator na pokožce hvězdice červené

Řada druhů hvězdic udržuje symbiotické vztahy s jinými živočišnými druhy. Znám je např. mnohoštětinatý červ Arctonoe vittata, který žije na těle četných druhů mořských bezobratlých, mj. hvězdice amurské a hvězdice Dermasterias imbricata. Vzhledem k tomu, že Dermasterias imbricata a zmíněný červ jsou k sobě navzájem přitahováni chemickými látkami, předpokládá se u nich mutualistický, tzn. oboustranně výhodný vztah. Červ nicméně tvoří vztahy i s jinými hosty než hvězdicemi a tyto hosty může proti útokům hvězdic bránit pomocí kousání do podií, čímž predátorské hvězdice jako je hvězdice okrová většinou odradí.

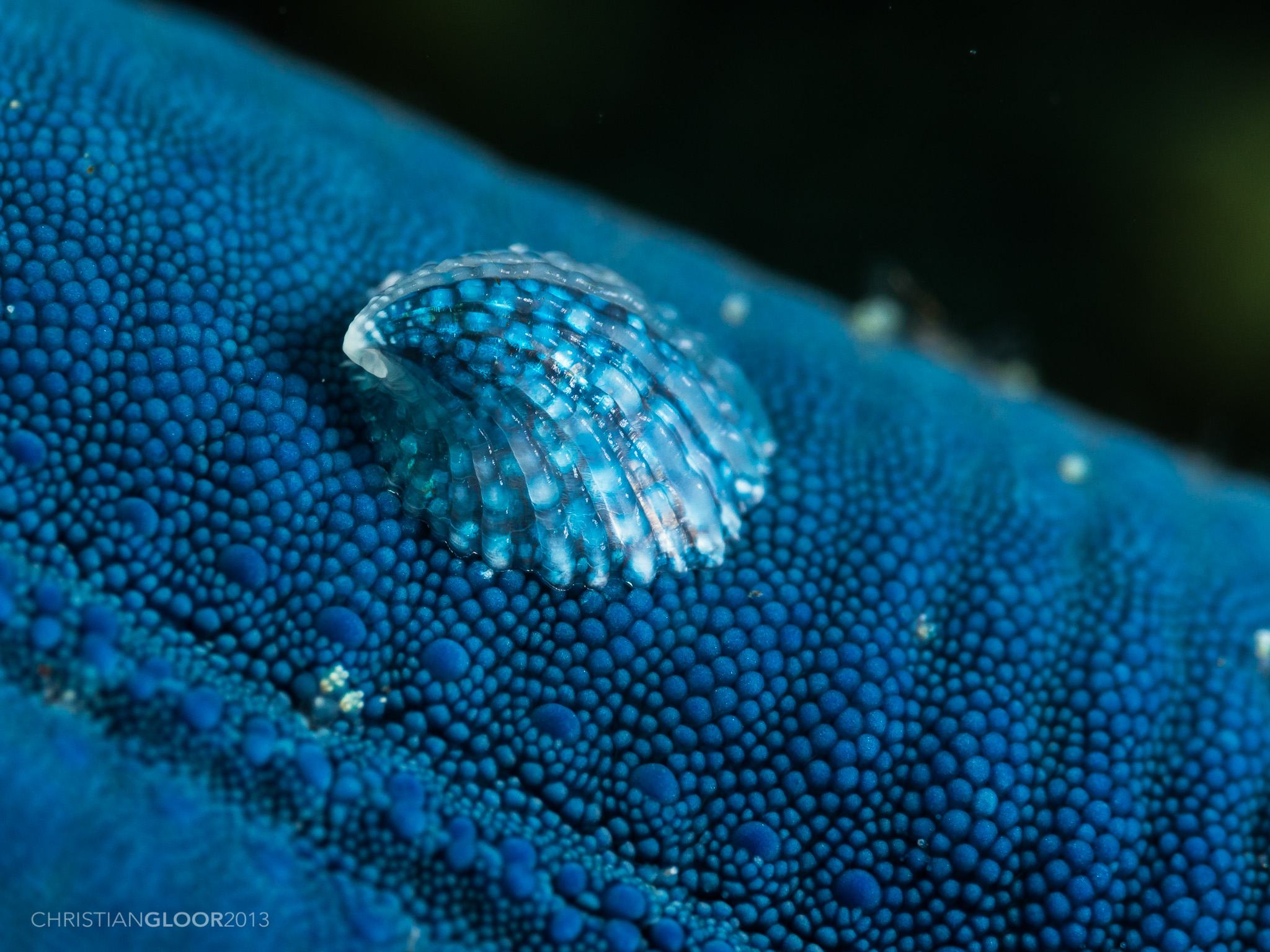
Plž Thyca crystallina na hvězdici modré

Na pokožce hvězdic žije i řada krevet, za příklad může posloužit Periclimenes imperator nebo Zenopontonia soror. Z. soror buduje se svými hosty komenzální vztah, díky kterému nachází na těle hvězdic úkryt před predátory a krmí se na zbytcích potravy hvězdic, zatímco hvězdici to neovlivňuje. K parazitům hvězdic patří např. malý plž Thyca crystallina, který se usazuje hlavně na tělech hvězdic modrých, nebo velmi zvláštní nálevník Orchitophrya stellarum, který žije v gonádách samců hvězdic, kde se živí jejich spermiemi. Mnohoštětinatec Pherecardia striata je znám napadáním zraněných hvězdic trnitých. Červ se přes otevřenou ránu dostane do těla hvězdice, kde se krmí na měkčích částech těla hvězdice jako je pylorický žaludek, gonády nebo ambulakrální soustava. Tito červi se často dostávají do těla rankami, které na tělech hvězdic vykousává kreveta Hymenocera picta, která patří k predátorům hvězdic.

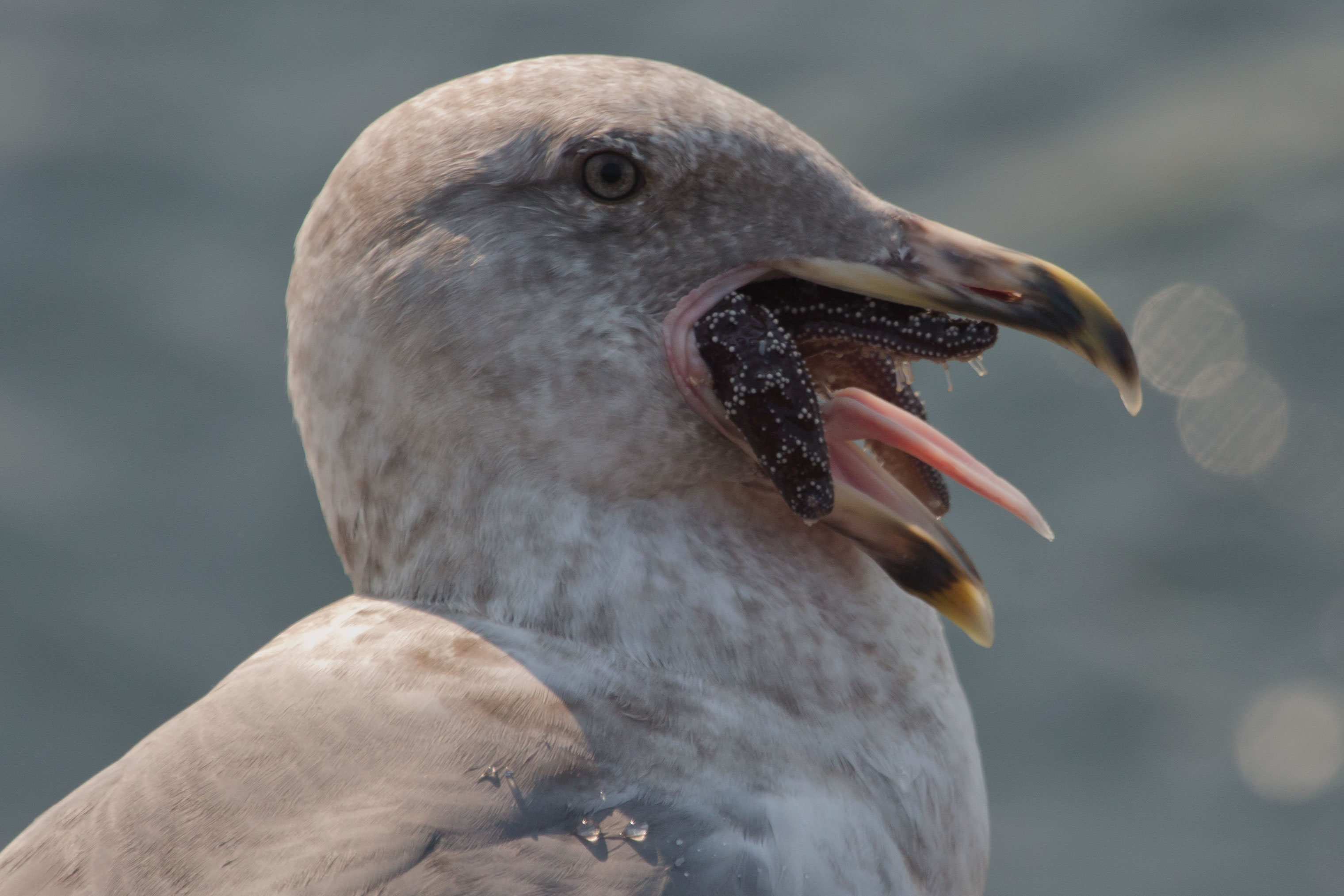
Nedospělý racek šedokřídlý při pojídání hvězdice

K predátorům hvězdic patří ryby, velké druhy predátorských plžů jako tritonka indická, která se specializuje na hvězdice trnové, racci, vydry mořské, mořské želvy, krevety nebo krabi. U hvězdic velmi často dochází k mezidruhové predaci, tzn. jeden druh hvězdice se krmí na jiném druhu. K takovým obávaným predátorům patří hvězdice Solaster dawsoni. I když hvězdice typicky predují na ježovkách, byly zaznamenány i případy predátorství ježovek na hvězdicích, kdy ježovky Strongylocentrotus droebachiensis se nejdříve zaměřovaly na konečky ramen Crossaster papposus, kde se nachází sensorické orgány hvězdic, čímž se patrně snažily hvězdice znehybnět. K obranným schopnostem hvězdic proti predátorům patří využití pedicelárií nebo produkování saponinu, chemické sloučeniny s velmi nelichotivou chutí. Řada druhů jako např. Astropecten polyacanthus produkují toxické látky. K jedovatým druhům se řadí i již probíraná hvězdice trnitá, jejíž trny jsou jedovaté člověku i řadě dalších mořských živočichů. Nápadné pestrobarevné trny mohou být samy o sobě považovány za efektivní způsob ochrany, který dokáže řadu predátorů odradit.

### Ohrožení

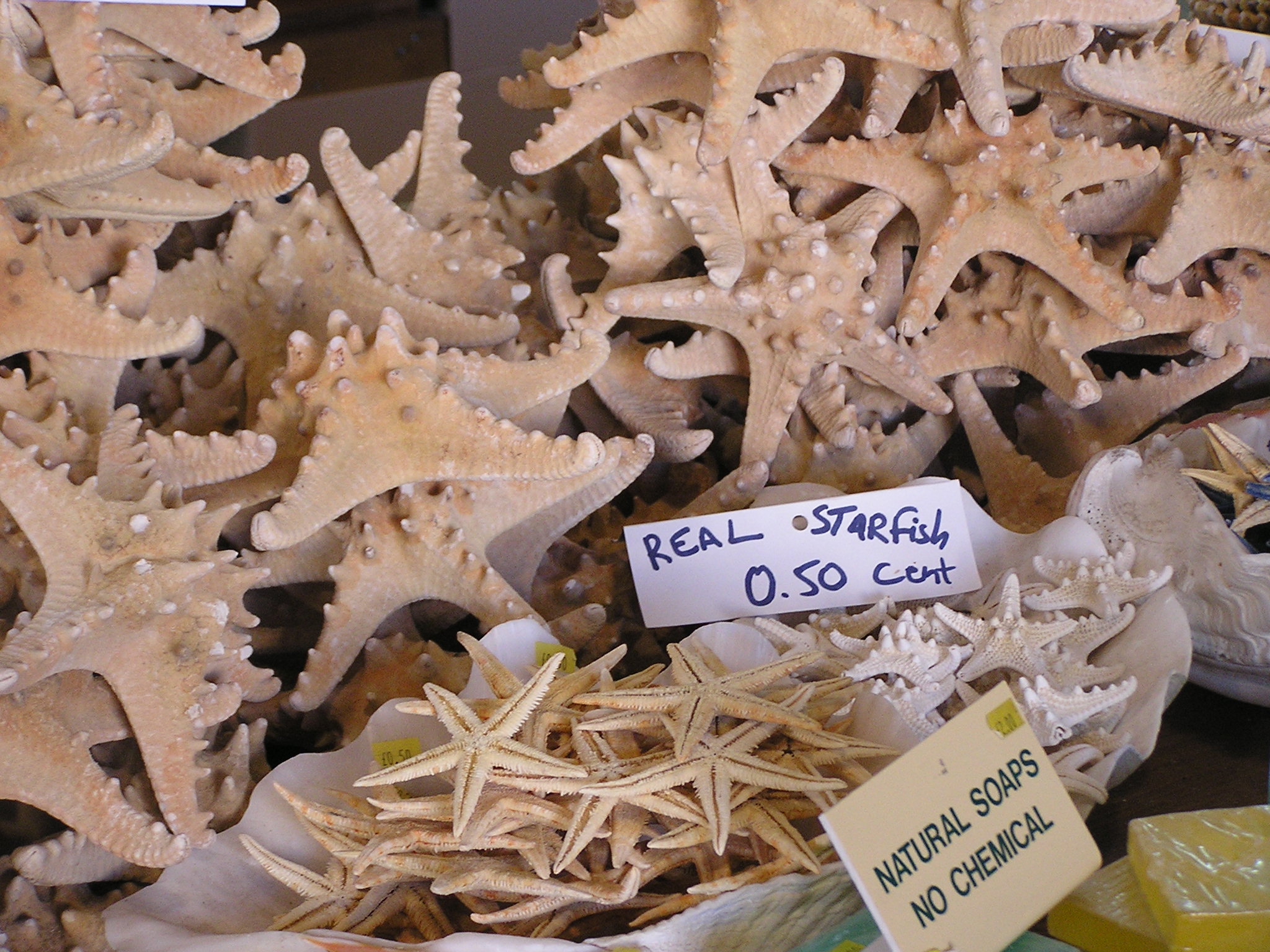
Sušené hvězdice prodávané jako suvenýry na Kypru

Stejně jako ostatní ostnokožci, i hvězdice jsou velmi citlivé na mořské znečištění jako jsou ropné skvrny. Hvězdice růžová dokonce může sloužit jako bioindikátor mořských ekosystémů. K nemocem hvězdic patří tzv. Syndrom chřadnutí hvězdic (SSWD, Sea star wasting disease), který způsobuje masivní úmrtí u desítek druhů hvězdic. U kalifornských břehů byla u Pisaster ochraceus v populaci nakažené touto nemocí zaznamenána více než 80 % úmrtnost. V některých oblastech jsou hvězdice sbírány lidmi a prodávány turistům jako suvenýry. V karibské oblasti je populární sběr hvězdic síťovaných, které mají velmi pestré zbarvení a vyskytují se v mělkých hloubkách, které jsou lidem snadno dostupné. Staletí sběru pro ornamentální potřeby a v moderních dobách i pro akvarijní chovy způsobily razantní úbytek této kdysi běžné hvězdice. Na Floridě se již jedná o ohrožený druh, pročež je sběr hvězdic síťovaných zakázán. K podobným sběrům hvězdic dochází hlavně na korálových útesech v tropickém Indo-Pacifiku.

## Hvězdice a lidé

### Legendy
Hvězdice vyskytují v četných legendách domorodých obyvatel. Tak např. podle legendy severoamerických indiánů z kmene Kvakiutlovů byly hvězdice jednou ženami, které se vzepřely poněkud antisociálnímu božstvu jménem Mink, který je potrestal proměněním na hvězdice. Velšský autor William Jenkyn Thomas (1870–1959) se ve své knize převyprávějící tradiční příběhy australských aboriginců zmiňuje o tom, jak před mnoha lety, v zemi ležící daleko od Austrálie, žila zvířata, která slyšela chválu o australských lovištích, a tak se rozhodla do Austrálie vydat. Jedinou kánoi, která by dokázala doplavat přes rozbouřená moře, však vlastnila velryba, která ji nechtěla nikomu půjčit. Hvězdice proto rozptýlila pozornost velryby vyprávěním příběhů, zatímco zbylá zvířata ukradla kánoi. Jakmile velrybě došlo, že byla podvedena, velryba hvězdici zbila natolik, že její tělo dostalo rozedvanou podobu, kterou má dodnes.

### Výzkum

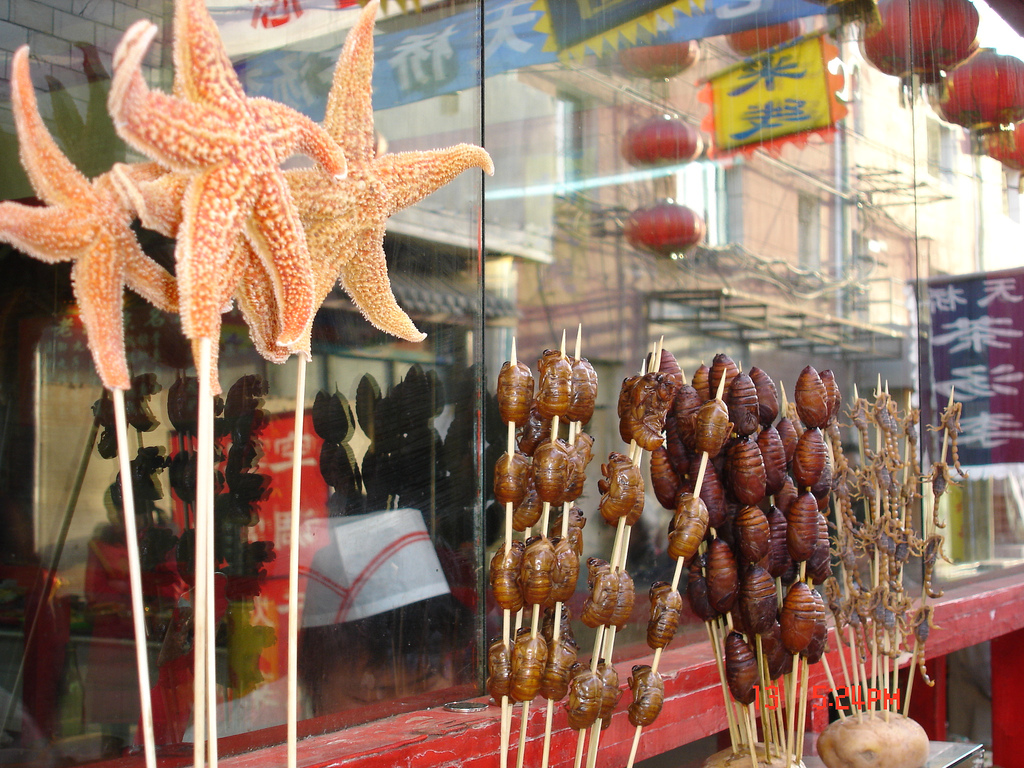
Hvězdice na stánku rychlého občerstvení v Číně

Hvězdice jsou druhoústí živočichové, kteří jsou spolu s ostatními ostnokožci úzce příbuzní strunatcům, pročež jsou využíváni ve studiích reprodukčních a vývojových procesů. Samice hvězdic dokáže vyprodukovat velké množství oocytů, které jsou často velké, jasně zřetelné, transparentní, lze je snadno izolovat i uchovávat v mořské vodě v pokojové teplotě a jejich vývoj je rychlý, což se pro studium zmíněných procesů hodí. Asterina pectinifera se používá jako modelový organismus; je odolná a snadno se množí v laboratorních podmínkách. Vědce zajímá i regenerační schopnost hvězdic, jejíž lepší poznání by mohlo mít pozitivní vliv na lidskou medicínu.

### Využití v kuchyni
Hvězdice jsou příležitostně jedeny v některých asijských státech jako je Japonsko, Čína, Indonésie nebo Thajsko. Typicky se upravují uvařením, grilováním nebo usmažením na oleji se solí, pepřem a pálivou omáčkou. Stánky rychlého občerstvení prodávají upravené hvězdice napíchnuté na špejli.